# Mycosphaerella
Mycosphaerella is een geslacht van schimmels dat behoort tot de familie Mycosphaerellaceae. De typesoort is Mycosphaerella punctiformis.

## Soorten
Volgens Index Fungorum telt het geslacht 1223 soorten (peildatum april 2023):
| Soortnaam                                                | Auteur(s)                                | Publicatiejaar |
| -------------------------------------------------------- | ---------------------------------------- | -------------- |
| Mycosphaerella abutilonicola                             | Miura                                    | 1928           |
| Mycosphaerella acaciae                                   | (Cooke & Harkn.) Tomilin                 | 1968           |
| Mycosphaerella acanthopanacis                            | Syd. & P. Syd.                           | 1913           |
| Mycosphaerella aceris                                    | Woron.                                   | 1915           |
| Mycosphaerella achilleae                                 | Novoss.                                  | 1938           |
| Mycosphaerella acilegna                                  | M. Morelet                               | 1971           |
| Mycosphaerella aconitorum                                | Petr.                                    | 1957           |
| Mycosphaerella acori                                     | Höhn.                                    | 1919           |
| Mycosphaerella actaeae                                   | (Rostr.) Tomilin                         | 1968           |
| Mycosphaerella actinidiae                                | Syd., P. Syd. & Hara                     | 1913           |
| Mycosphaerella adenophorae                               | Sawada                                   | 1952           |
| Mycosphaerella adhatodae                                 | S. Ahmad                                 | 1969           |
| Mycosphaerella adonidina                                 | Petr.                                    | 1959           |
| Mycosphaerella adonis                                    | (Sacc.) Lindau                           | 1903           |
| Mycosphaerella adusta                                    | Lindau                                   | 1903           |
| Mycosphaerella aeluropodis                               | Lobik                                    | 1928           |
| Mycosphaerella aequatoriensis                            | Petr.                                    | 1948           |
| Mycosphaerella aesculi                                   | (Cocc. & Morini) Tomilin                 | 1968           |
| Mycosphaerella aethiops                                  | Lindau                                   | 1903           |
| Mycosphaerella afghanica                                 | Petr.                                    | 1953           |
| Mycosphaerella agapanthi-umbellati                       | T.S. Ramakr. & Sundaram                  | 1955           |
| Mycosphaerella agaves                                    | (C. Massal.) Tomilin                     | 1967           |
| Mycosphaerella aggregata                                 | (Schwein.) J.A. Stev.                    | 1918           |
| Mycosphaerella agostinii                                 | (Nann.) M. Morelet                       | 1971           |
| Mycosphaerella agrimoniae                                | Syd.                                     | 1942           |
| Mycosphaerella agrostidis                                | (Auersw.) Lindau                         | 1903           |
| Mycosphaerella agrostistachydis                          | Anahosur                                 | 1971           |
| Mycosphaerella aiacu                                     | (Speg.) Aptroot                          | 2006           |
| Mycosphaerella ailanthi                                  | (Ellis & Barthol.) House                 | 1921           |
| Mycosphaerella airicola                                  | Petr.                                    | 1936           |
| Mycosphaerella alarum                                    | (Ellis & Halst.) Hara                    | 1927           |
| Mycosphaerella alba                                      | (Pass.) Tomilin                          | 1967           |
| Mycosphaerella albescens                                 | (Rabenh.) Lind ex Rehm                   | 1911           |
| Mycosphaerella albiziae                                  | U.P. Singh                               | 1976           |
| Mycosphaerella albocrustata                              | (Schwein.) Crous & Corlett               | 1999           |
| Mycosphaerella alchemillicola                            | Vassiljevsky                             | 1925           |
| Mycosphaerella aleuritiicola                             | Khokhr.                                  | 1951           |
| Mycosphaerella aleuritis                                 | (I. Miyake) S.H. Ou                      | 1940           |
| Mycosphaerella algarbiensis                              | Dias                                     | 1970           |
| Mycosphaerella algida                                    | Lar.N. Vassiljeva                        | 1987           |
| Mycosphaerella aliena                                    | (Pass.) Tomilin                          | 1979           |
| Mycosphaerella alismatis                                 | (Hollós) M. Morelet                      | 1968           |
| Mycosphaerella allescheri                                | (Sacc.) Lindau                           | 1903           |
| Mycosphaerella alnicola                                  | (Peck) House                             | 1921           |
| Mycosphaerella alni-viridis                              | (De Not.) Tomilin                        | 1967           |
| Mycosphaerella alnobetulae                               | Jaap                                     | 1917           |
| Mycosphaerella aloes                                     | Syd.                                     | 1939           |
| Mycosphaerella alpina                                    | Arx                                      | 1949           |
| Mycosphaerella alpiniae                                  | S.Q. Chen & P.K. Chi                     | 1994           |
| Mycosphaerella alpiniicola                               | S.Q. Chen & P.K. Chi                     | 1994           |
| Mycosphaerella alsines                                   | (Pass.) Magnus                           | 1903           |
| Mycosphaerella alsophila                                 | (Kirschst.) Tomilin                      | 1979           |
| Mycosphaerella altera                                    | (Pass.) House                            | 1921           |
| Mycosphaerella althaeina                                 | Lobik                                    | 1928           |
| Mycosphaerella alyssi                                    | (Hollós) Moesz                           | 1926           |
| Mycosphaerella alyxiae                                   | Petr.                                    | 1954           |
| Mycosphaerella ambigua                                   | (Fautrey & Lambotte) Tomilin             | 1979           |
| Mycosphaerella americanae                                | B.V. Lima, R.W. Barreto & D.J. Soares    | 2009           |
| Mycosphaerella amomi                                     | P.K. Chi                                 | 1994           |
| Mycosphaerella anacardiicola                             | Bat.                                     | 1956           |
| Mycosphaerella andicola                                  | Speg.                                    | 1912           |
| Mycosphaerella andirae                                   | (Gonz. Frag. & Cif.) Cif.                | 1961           |
| Mycosphaerella andrewsii                                 | (Sacc.) Davis                            | 1929           |
| Mycosphaerella andromedae                                | Miles                                    | 1935           |
| Mycosphaerella angelicae                                 | Woron.                                   | 1913           |
| Mycosphaerella angophorae                                | Hansf.                                   | 1957           |
| Mycosphaerella angulata                                  | W.A. Jenkins                             | 1942           |
| Mycosphaerella angustifoliorum                           | A.W. Ramaley                             | 1991           |
| Mycosphaerella annulata                                  | (Cooke) Miles                            | 1935           |
| Mycosphaerella antarctica                                | (Speg.) Tomilin                          | 1968           |
| Mycosphaerella anthemidina                               | Petr.                                    | 1944           |
| Mycosphaerella anthurii                                  | Miles                                    | 1917           |
| Mycosphaerella antoniana                                 | (Unamuno) E.K. Cash                      | 1972           |
| Mycosphaerella antonovii                                 | Petr.                                    | 1929           |
| Mycosphaerella aphyllanthis                              | Bernaux                                  | 1949           |
| Mycosphaerella apiahyna                                  | (Speg.) Tomilin                          | 1970           |
| Mycosphaerella apocynica                                 | Petr.                                    | 1931           |
| Mycosphaerella applanata                                 | (Ellis & Everh.) Tomilin                 | 1979           |
| Mycosphaerella apula                                     | (Sacc. & D. Sacc.) Tomilin               | 1968           |
| Mycosphaerella aquatica                                  | (Cooke) J.H. Mill.                       | 1941           |
| Mycosphaerella aquilegiae                                | Murashk.                                 | 1928           |
| Mycosphaerella aquilegiae-jonesii                        | Tomilin                                  | 1968           |
| Mycosphaerella aquilina                                  | (Fr.) J. Schröt.                         | 1894           |
| Mycosphaerella arachnoidea                               | F.A. Wolf                                | 1936           |
| Mycosphaerella araliae                                   | Bunkina & Koval                          | 1963           |
| Mycosphaerella araucariae                                | (Rehm) Arx                               | 1958           |
| Mycosphaerella arbuticola                                | (Peck) Jaap                              | 1916           |
| Mycosphaerella arctica                                   | (Berl. & Voglino) Lavrov                 | 1951           |
| Mycosphaerella ardisiae                                  | (Cif. & Gonz. Frag.) Cif.                | 1961           |
| Mycosphaerella arenariicola                              | Bubák                                    | 1909           |
| Mycosphaerella aretiae                                   | Höhn.                                    | 1907           |
| Mycosphaerella aristolochiae                             | Syd. & P. Syd.                           | 1914           |
| Mycosphaerella aristoteliae                              | (Cooke) Aptroot                          | 2006           |
| Mycosphaerella aronici                                   | Volkart                                  | 1903           |
| Mycosphaerella artemisiae                                | Tilak                                    | 1959           |
| Mycosphaerella arthraxonicola                            | Naumov                                   | 1914           |
| Mycosphaerella artocarpi                                 | F. Stevens & P.A. Young                  | 1925           |
| Mycosphaerella arundinariae                              | (G.F. Atk.) Earle                        | 1901           |
| Mycosphaerella asclepiadis                               | Siemaszko                                | 1923           |
| Mycosphaerella asensioi                                  | (Unamuno) E.K. Cash                      | 1972           |
| Mycosphaerella asiminae                                  | (Ellis & Kellerm.) Tomilin               | 1979           |
| Mycosphaerella asparagi                                  | (Bres.) Magnus                           | 1905           |
| Mycosphaerella asperifolii                               | (E. Bommer, M. Rousseau & Sacc.) Tomilin | 1970           |
| Mycosphaerella asperulae                                 | (Roum. & Fautrey) Vestergr.              | 1903           |
| Mycosphaerella asperulata                                | L. Holm & K. Holm                        | 1979           |
| Mycosphaerella asphodelina                               | (Alcalde) M. Morelet                     | 1968           |
| Mycosphaerella aspidii                                   | (Fuckel) L. Holm & K. Holm               | 1979           |
| Mycosphaerella asplenii                                  | Lindau                                   | 1897           |
| Mycosphaerella assimilata                                | (J. Kunze) Lindau                        | 1903           |
| Mycosphaerella astericola                                | Hara                                     | 1918           |
| Mycosphaerella asteroma                                  | (Fr.) Lindau                             | 1897           |
| Mycosphaerella astragali                                 | Tomilin                                  | 1968           |
| Mycosphaerella astragalina                               | I.E. Brezhnev                            | 1951           |
| Mycosphaerella asunciensis                               | Starbäck                                 | 1905           |
| Mycosphaerella athamantae                                | (Parisi) M. Morelet                      | 1968           |
| Mycosphaerella atomus                                    | (Cooke) Johanson ex Oudem.               | 1897           |
| Mycosphaerella atractylodis                              | Koval                                    | 1963           |
| Mycosphaerella atropae                                   | Syd. & P. Syd.                           | 1916           |
| Mycosphaerella aucubae                                   | Mark.-Let.                               | 1927           |
| Mycosphaerella audibertiae                               | Rehm                                     | 1909           |
| Mycosphaerella auerswaldii                               | (Fleischh.) Lindau                       | 1903           |
| Mycosphaerella aurantiorum                               | Bùggieri                                 | 1935           |
| Mycosphaerella aureocorona                               | Priest                                   | 2006           |
| Mycosphaerella babajaniae                                | Negru & R. Sandor                        | 1965           |
| Mycosphaerella baccharidiphila                           | (Speg.) E.K. Cash                        | 1972           |
| Mycosphaerella bacillifera                               | (P. Karst.) Lind                         | 1913           |
| Mycosphaerella badensis                                  | (Niessl) Lindau                          | 1903           |
| Mycosphaerella bakeri                                    | Rehm                                     | 1909           |
| Mycosphaerella balansae                                  | (Speg.) Tomilin                          | 1970           |
| Mycosphaerella balcanica                                 | Bubák & Picb.                            | 1937           |
| Mycosphaerella baldensis                                 | (C. Massal. ex Sacc.) Tomilin            | 1967           |
| Mycosphaerella balsamopopuli                             | Nevod.                                   | 1952           |
| Mycosphaerella balsamorrhizae                            | Earle                                    | 1905           |
| Mycosphaerella bambusae                                  | Hara                                     | 1913           |
| Mycosphaerella bambusicola                               | I. Miyake & Hara                         | 1910           |
| Mycosphaerella bambusifolia                              | I. Miyake & Hara                         | 1910           |
| Mycosphaerella bambusina                                 | (Syd., P. Syd. & E.J. Butler) Tomilin    | 1967           |
| Mycosphaerella banksiae                                  | (Cooke & Massee) Tomilin                 | 1968           |
| Mycosphaerella baptisiicola                              | (Cooke) Earle                            | 1901           |
| Mycosphaerella bardanae                                  | (Hazsl.) Lindau                          | 1903           |
| Mycosphaerella barnadesiae                               | Petr.                                    | 1950           |
| Mycosphaerella basicola                                  | (A.B. Frank) Lindau                      | 1903           |
| Mycosphaerella bataticola                                | Khokhr. & Dyur.                          | 1934           |
| Mycosphaerella baudysiana                                | Picb.                                    | 1925           |
| Mycosphaerella beaglensis                                | (Speg.) E.K. Cash                        | 1972           |
| Mycosphaerella belladonnae                               | (Briard & Har.) Tomilin                  | 1971           |
| Mycosphaerella bellona                                   | (Sacc.) Hara                             | 1927           |
| Mycosphaerella benguetensis                              | Syd.                                     | 1931           |
| Mycosphaerella berberidis                                | (Auersw.) Lindau                         | 1897           |
| Mycosphaerella berkeleyi                                 | W.A. Jenkins                             | 1938           |
| Mycosphaerella bhandardarensis                           | Patw.                                    | 1966           |
| Mycosphaerella biberwierensis                            | (Auersw.) Lindau                         | 1903           |
| Mycosphaerella biguttulata                               | Rieuf                                    | 1962           |
| Mycosphaerella bixae                                     | Crous & Bench.                           | 2000           |
| Mycosphaerella bolleana                                  | B.B. Higgins                             | 1921           |
| Mycosphaerella bonae-noctis                              | (Sacc.) Tomilin                          | 1970           |
| Mycosphaerella borreriae                                 | J. Kranz                                 | 1970           |
| Mycosphaerella botrychii                                 | (Rostr.) Savile                          | 1959           |
| Mycosphaerella brachyscomes                              | Petr.                                    | 1955           |
| Mycosphaerella bracteophila                              | (Pass.) Tomilin                          | 1970           |
| Mycosphaerella braheae                                   | Siemaszko                                | 1923           |
| Mycosphaerella brassicicola (Koolpuntkogeltje)           | (Duby) Lindau                            | 1897           |
| Mycosphaerella brideliae                                 | Syd. & P. Syd.                           | 1914           |
| Mycosphaerella brionnensis                               | (Sacc. & Malbr.) Tomilin                 | 1979           |
| Mycosphaerella brunnea                                   | Hansf.                                   | 1956           |
| Mycosphaerella brunneola (Lelietjespuntkogeltje)         | (Fr.) Johanson ex Oudem.                 | 1897           |
| Mycosphaerella brunneomaculans                           | Tak. Kobay.                              | 1984           |
| Mycosphaerella bubakii                                   | Aptroot                                  | 2006           |
| Mycosphaerella bulgarica                                 | Petr.                                    | 1931           |
| Mycosphaerella bumeliae                                  | (Cooke) J.H. Mill.                       | 1941           |
| Mycosphaerella buna                                      | R. Kaneko & Kakish.                      | 1999           |
| Mycosphaerella bupleuri                                  | (Rota-Rossi) Tomilin                     | 1970           |
| Mycosphaerella bupleurina                                | Petr.                                    | 1928           |
| Mycosphaerella burnatii                                  | Cruchet                                  | 1909           |
| Mycosphaerella buxicola                                  | (DC.) Tomilin                            | 1970           |
| Mycosphaerella byliana                                   | Syd.                                     | 1924           |
| Mycosphaerella byrsonimae                                | Bat. & Peres                             | 1966           |
| Mycosphaerella cacaliae                                  | Ziling                                   | 1936           |
| Mycosphaerella caespitosa                                | (Ellis & Everh.) Diehl                   | 1940           |
| Mycosphaerella calamagrostidis                           | Volkart ex Petr.                         | 1906           |
| Mycosphaerella calceoli                                  | Kirschst. & Ķirulis                      | 1935           |
| Mycosphaerella callistea                                 | (Syd. & P. Syd.) Rehm                    | 1910           |
| Mycosphaerella calopogonii                               | (Gonz. Frag. & Cif.) Cif.                | 1961           |
| Mycosphaerella camarae                                   | Dias                                     | 1970           |
| Mycosphaerella camelliae                                 | Petch                                    | 1925           |
| Mycosphaerella campanulae                                | (Ellis & Kellerm.) Naumov                | 1916           |
| Mycosphaerella camphorosmae                              | Lobik                                    | 1928           |
| Mycosphaerella campoi                                    | (Speg.) E.K. Cash                        | 1972           |
| Mycosphaerella canariensis                               | Petr.                                    | 1928           |
| Mycosphaerella canavaliae                                | Syd.                                     | 1923           |
| Mycosphaerella capparis                                  | Vasyag.                                  | 1987           |
| Mycosphaerella capreolatae                               | (Pass.) Miles                            | 1917           |
| Mycosphaerella capronii                                  | (Sacc.) Lind                             | 1934           |
| Mycosphaerella capsellae                                 | A.J. Inman & Sivan.                      | 1991           |
| Mycosphaerella caricis                                   | (Dearn. & House) Petr. & Syd.            | 1924           |
| Mycosphaerella carniolica                                | (Niessl) Lindau                          | 1903           |
| Mycosphaerella caroliniana                               | (F.A. Wolf) J.H. Mill.                   | 1941           |
| Mycosphaerella carphae                                   | (Speg.) E.K. Cash                        | 1972           |
| Mycosphaerella carpogena                                 | (Pass.) Tomilin                          | 1968           |
| Mycosphaerella caryigena                                 | Demaree & Cole                           | 1932           |
| Mycosphaerella caryophyllata                             | Boriquet & R. Heim                       | 1939           |
| Mycosphaerella caryophylli                               | (Pass.) Cruchet                          | 1923           |
| Mycosphaerella casiozumi                                 | Hara                                     | 1918           |
| Mycosphaerella cassiae                                   | Syd.                                     | 1925           |
| Mycosphaerella cassinopsidis                             | (Kalchbr. & Cooke) Tomilin               | 1979           |
| Mycosphaerella cassiopes                                 | M.E. Barr                                | 1959           |
| Mycosphaerella castagnei                                 | (Har. & Briard) Jaap                     | 1916           |
| Mycosphaerella castaneicola                              | Kleb.                                    | 1934           |
| Mycosphaerella castanopsidis                             | (Dearn.) Petr.                           | 1941           |
| Mycosphaerella castillae                                 | J.A. Stev. & A.M.J. Watson               | 1943           |
| Mycosphaerella castillejae                               | Murashk.                                 | 1924           |
| Mycosphaerella catesbeyi                                 | (Cooke) J.H. Mill.                       | 1941           |
| Mycosphaerella caulicola                                 | (P. Karst.) Lindau                       | 1903           |
| Mycosphaerella cedrelae                                  | (Speg.) M. Morelet                       | 1968           |
| Mycosphaerella celtidis                                  | (Pass.) Tomilin                          | 1968           |
| Mycosphaerella centellae                                 | Petr.                                    | 1924           |
| Mycosphaerella cerasella                                 | Aderh.                                   | 1900           |
| Mycosphaerella cerasina                                  | (Cooke) Feltgen                          | 1903           |
| Mycosphaerella cercidicola                               | (Ellis & Kellerm.) F.A. Wolf             | 1940           |
| Mycosphaerella cercidis                                  | (Pass.) Tomilin                          | 1968           |
| Mycosphaerella cerei                                     | Henn.                                    | 1904           |
| Mycosphaerella cesatiana                                 | (Speg.) Tomilin                          | 1967           |
| Mycosphaerella chaenomelis                               | Y. Suto                                  | 1999           |
| Mycosphaerella chamaeropis                               | (Traverso) Tomilin                       | 1979           |
| Mycosphaerella chamerionis                               | Savile                                   | 1962           |
| Mycosphaerella chardonii                                 | (Gonz. Frag. & Cif.) Cif.                | 1961           |
| Mycosphaerella chaubattiensis                            | S.K. Bose & A.J. Roy                     | 1970           |
| Mycosphaerella chelidonii                                | (Fautrey & Lambotte) A.L. Guyot          | 1946           |
| Mycosphaerella chenopodii                                | Dearn. & Barthol.                        | 1924           |
| Mycosphaerella chenopodiicola                            | (Speg.) Tomilin                          | 1968           |
| Mycosphaerella chimaphilae                               | (Ellis & Everh.) Höhn.                   | 1917           |
| Mycosphaerella chimaphilina                              | (Sacc.) House                            | 1921           |
| Mycosphaerella chlorogali                                | Fairm.                                   | 1923           |
| Mycosphaerella chorinensis                               | (Kirschst.) Tomilin                      | 1968           |
| Mycosphaerella chrysobalanicola                          | Petr. & Cif.                             | 1930           |
| Mycosphaerella ciliata                                   | (Ellis & Everh.) House                   | 1921           |
| Mycosphaerella cinnafolia                                | R. Sprague                               | 1959           |
| Mycosphaerella cinnamomicola                             | (Gonz. Frag. & Cif.) Cif.                | 1961           |
| Mycosphaerella circe                                     | (Sacc.) Tomilin                          | 1968           |
| Mycosphaerella circumdans                                | (Pass.) Tomilin                          | 1968           |
| Mycosphaerella circumvaga                                | (Desm.) Vestergr.                        | 1902           |
| Mycosphaerella cirsii                                    | Cruchet                                  | 1923           |
| Mycosphaerella cirsii-arvensis (Akkerdistelpuntkogeltje) | Petr.                                    | 1925           |
| Mycosphaerella citrigena                                 | Crous & U. Braun                         | 2003           |
| Mycosphaerella citrullina                                | (C.O. Sm.) Grossenb.                     | 1909           |
| Mycosphaerella cladii                                    | Cruchet                                  | 1923           |
| Mycosphaerella clallamensis                              | R. Sprague                               | 1958           |
| Mycosphaerella cleidii                                   | (Berk. & Broome) Aptroot                 | 2006           |
| Mycosphaerella clematidina                               | Petr.                                    | 1947           |
| Mycosphaerella clematitidis                              | (Oudem.) Johanson ex Oudem.              | 1897           |
| Mycosphaerella clethrae                                  | Hara                                     | 1918           |
| Mycosphaerella cleyerae                                  | Tak. Kobay.                              | 1976           |
| Mycosphaerella clidemiae                                 | Bat. & Peres                             | 1967           |
| Mycosphaerella clusiae                                   | F. Stevens                               | 1917           |
| Mycosphaerella clymenia                                  | (Sacc.) Johanson ex Oudem.               | 1897           |
| Mycosphaerella coacervata                                | Syd.                                     | 1924           |
| Mycosphaerella cocoes                                    | (Rehm) J. Fröhl. & K.D. Hyde             | 1998           |
| Mycosphaerella coerulea                                  | (Ellis & Everh.) Tracy & Earle           | 1901           |
| Mycosphaerella coffeae                                   | F. Noack                                 | 1901           |
| Mycosphaerella coggygriae                                | Zerova                                   | 1951           |
| Mycosphaerella collina                                   | (Sacc. & Speg.) Tomilin                  | 1979           |
| Mycosphaerella colocasiae                                | Hara                                     | 1917           |
| Mycosphaerella colombiensis                              | Crous & M.J. Wingf.                      | 1998           |
| Mycosphaerella colorata                                  | (Peck) Earle                             | 1901           |
| Mycosphaerella columbariae                               | Feltgen                                  | 1901           |
| Mycosphaerella columbi                                   | Rehm                                     | 1908           |
| Mycosphaerella columbiae                                 | Syd. & P. Syd.                           | 1916           |
| Mycosphaerella concentrica                               | (Racib.) Joanne E. Taylor & Crous        | 2003           |
| Mycosphaerella confinis                                  | (P. Karst.) Dearn. & House               | 1923           |
| Mycosphaerella confusa                                   | F.A. Wolf                                | 1936           |
| Mycosphaerella conglomerata                              | (Wallr.) Lindau                          | 1897           |
| Mycosphaerella consociata                                | (Rehm) Magnus                            | 1905           |
| Mycosphaerella conspicua                                 | (Syd. & P. Syd.) Bat. & Cavalc.          | 1966           |
| Mycosphaerella contraria                                 | Hansf.                                   | 1941           |
| Mycosphaerella convallariae                              | W.E. McKeen & R.C. Zimmer                | 1964           |
| Mycosphaerella convexula                                 | (Schwein.) F.V. Rand                     | 1911           |
| Mycosphaerella coptis                                    | (Schwein.) House                         | 1921           |
| Mycosphaerella cordata                                   | Ananthan.                                | 1964           |
| Mycosphaerella cordylinicola                             | (Speg.) Tomilin                          | 1967           |
| Mycosphaerella corispermi                                | Lobik                                    | 1928           |
| Mycosphaerella corni                                     | Kill. & Likhité                          | 1926           |
| Mycosphaerella cornicola                                 | Tehon & E.Y. Daniels                     | 1925           |
| Mycosphaerella coronillae-variae                         | Petr.                                    | 1923           |
| Mycosphaerella corylina                                  | (P. Karst.) Tomilin                      | 1967           |
| Mycosphaerella cotoneastri                               | Dzhalag.                                 | 1964           |
| Mycosphaerella coussapoae                                | F.B. Rocha & R.W. Barreto                | 2010           |
| Mycosphaerella coymiana                                  | Jaap                                     | 1914           |
| Mycosphaerella crassa                                    | (Auersw.) Lindau                         | 1903           |
| Mycosphaerella crataegi                                  | Johanson ex Oudem.                       | 1897           |
| Mycosphaerella crataegicola                              | Bondartsev & Tranzschel                  | 1913           |
| Mycosphaerella creberrima                                | (Penz. & Sacc.) Syd. & P. Syd.           | 1913           |
| Mycosphaerella crebra                                    | (Fautrey & Lambotte) Feltgen             | 1902           |
| Mycosphaerella crepidophora                              | (Mont.) Rehm                             | 1907           |
| Mycosphaerella crini                                     | Siemaszko                                | 1923           |
| Mycosphaerella crotalariae                               | (Petch) Hansf.                           | 1941           |
| Mycosphaerella cruchetii                                 | M. Morelet                               | 1968           |
| Mycosphaerella cruciatae                                 | (Lambotte & Fautrey) Tomilin             | 1971           |
| Mycosphaerella cruciferarum                              | (Fr.) Lindau                             | 1897           |
| Mycosphaerella cruenta                                   | (Sacc.) Latham                           | 1934           |
| Mycosphaerella cryptica                                  | (Cooke) Hansf.                           | 1956           |
| Mycosphaerella cryptomeriae                              | R. Shirai & Hara                         | 1918           |
| Mycosphaerella crystallina                               | Crous & M.J. Wingf.                      | 1996           |
| Mycosphaerella cuboniana                                 | (D. Sacc.) Tomilin                       | 1970           |
| Mycosphaerella cucurbitae                                | (Rostr.) Lind                            | 1913           |
| Mycosphaerella cunninghamiae                             | Woron.                                   | 1913           |
| Mycosphaerella cunninghamii                              | Syd.                                     | 1924           |
| Mycosphaerella cupaniae                                  | (Rehm) Arx                               | 1962           |
| Mycosphaerella cuprea                                    | (Sacc.) Siemaszko                        | 1923           |
| Mycosphaerella curvulata                                 | (Pass.) Tomilin                          | 1967           |
| Mycosphaerella cussoniae                                 | Crous & M.J. Wingf.                      | 1993           |
| Mycosphaerella cuttsiae                                  | Sivan. & R.G. Shivas                     | 2002           |
| Mycosphaerella cyaneae                                   | F. Stevens & P.A. Young                  | 1925           |
| Mycosphaerella cydoniae                                  | Grove                                    | 1918           |
| Mycosphaerella cynodontis                                | (Unamuno) M. Morelet                     | 1968           |
| Mycosphaerella cyparissiae                               | (Speg.) Tomilin                          | 1973           |
| Mycosphaerella cyparissincola                            | Petr.                                    | 1957           |
| Mycosphaerella cyperi                                    | Sivan. & R.G. Shivas                     | 2002           |
| Mycosphaerella cypripedii                                | (Peck) House                             | 1921           |
| Mycosphaerella dacrydii                                  | Butin                                    | 1975           |
| Mycosphaerella dactylidis                                | (Pass.) Kirchn.                          | 1923           |
| Mycosphaerella dahliae                                   | (Cooke & Ellis) Coons                    | 1912           |
| Mycosphaerella dalbergiae                                | E. Müll. & S. Ahmad                      | 1955           |
| Mycosphaerella dalmatica                                 | (Picb.) Petr.                            | 1955           |
| Mycosphaerella danaeae                                   | Petr. & Cif.                             | 1930           |
| Mycosphaerella danica                                    | Tomilin                                  | 1974           |
| Mycosphaerella danubialis                                | O. Săvul.                                | 1940           |
| Mycosphaerella daphnes                                   | I.E. Brezhnev                            | 1951           |
| Mycosphaerella daphniphylli                              | Syd., P. Syd. & Hara                     | 1913           |
| Mycosphaerella dauci                                     | Nevod.                                   | 1961           |
| Mycosphaerella daviesiae                                 | Petr.                                    | 1954           |
| Mycosphaerella daviesiicola                              | Beilharz & Pascoe                        | 2002           |
| Mycosphaerella davisii                                   | F.R. Jones                               | 1944           |
| Mycosphaerella dealbans                                  | Tomilin                                  | 1967           |
| Mycosphaerella degeneri                                  | Petr.                                    | 1953           |
| Mycosphaerella deightonii                                | M. Morelet                               | 1973           |
| Mycosphaerella dejanira                                  | (Sacc.) Tomilin                          | 1968           |
| Mycosphaerella delphinii                                 | Tomilin                                  | 1959           |
| Mycosphaerella delphiniicola                             | Earle                                    | 1901           |
| Mycosphaerella dendrobii-nobilis                         | Katum.                                   | 1983           |
| Mycosphaerella dendromeconis                             | (Cooke & Harkn.) Tomilin                 | 1979           |
| Mycosphaerella denigrans                                 | (Kirschst.) Tomilin                      | 1979           |
| Mycosphaerella dennettiae                                | Sivan. & Okpala                          | 1979           |
| Mycosphaerella densa                                     | (Rostr.) Lind                            | 1924           |
| Mycosphaerella depazeiformis                             | (Auersw.) Lindau                         | 1903           |
| Mycosphaerella deschampsiae                              | R. Sprague                               | 1954           |
| Mycosphaerella deschmannii                               | (W. Voss) Lind                           | 1913           |
| Mycosphaerella desmazieri                                | (Mont.) Jaap                             | 1922           |
| Mycosphaerella desmodii                                  | (G. Winter) Tomilin                      | 1968           |
| Mycosphaerella desmodiifolii                             | Bat. & Peres                             | 1967           |
| Mycosphaerella deutziae                                  | Syd.                                     | 1921           |
| Mycosphaerella devia                                     | Petr. & Cif.                             | 1932           |
| Mycosphaerella dianellae                                 | F. Stevens & Weedon                      | 1925           |
| Mycosphaerella dianellincola                             | Petr.                                    | 1955           |
| Mycosphaerella dianthi                                   | (C.C. Burt) Jørst.                       | 1945           |
| Mycosphaerella dichrostachydis                           | Van der Byl                              | 1928           |
| Mycosphaerella dictamni                                  | Petr.                                    | 1947           |
| Mycosphaerella didymelloides                             | Petr.                                    | 1928           |
| Mycosphaerella didymopanacis                             | Miles                                    | 1917           |
| Mycosphaerella dieffenbachiae                            | (Gonz. Frag. & Cif.) Cif.                | 1961           |
| Mycosphaerella digitalis                                 | (Ferraris) Tomilin                       | 1971           |
| Mycosphaerella digitalis-ambiguae                        | Arx                                      | 1949           |
| Mycosphaerella dioscoreae                                | (Pass.) Tomilin                          | 1967           |
| Mycosphaerella diospyri                                  | Syd. & P. Syd.                           | 1913           |
| Mycosphaerella discophora                                | Syd.                                     | 1930           |
| Mycosphaerella ditissima                                 | Syd. & P. Syd.                           | 1914           |
| Mycosphaerella dodartiae                                 | Nevod.                                   | 1961           |
| Mycosphaerella dodonaeae                                 | Sivan. & R.G. Shivas                     | 2002           |
| Mycosphaerella dolichospora                              | (Sacc. & Fautrey) Wehm.                  | 1946           |
| Mycosphaerella dominicana                                | (Gonz. Frag. & Cif.) Cif.                | 1961           |
| Mycosphaerella donacis                                   | Munjal, Chona & J.N. Kapoor              | 1960           |
| Mycosphaerella dracocephali                              | Urries                                   | 1956           |
| Mycosphaerella dracocephalicola                          | Ziling                                   | 1928           |
| Mycosphaerella drimydis                                  | (Berk.) Rehm                             | 1907           |
| Mycosphaerella droserae                                  | (Tassi) Tomilin                          | 1979           |
| Mycosphaerella dryadicola                                | (Rostr.) Munk                            | 1958           |
| Mycosphaerella dryadis                                   | (Auersw.) Mig.                           | 1912           |
| Mycosphaerella drymariae                                 | Syd. & P. Syd.                           | 1914           |
| Mycosphaerella dubia                                     | Miles                                    | 1917           |
| Mycosphaerella dummeri                                   | Hansf.                                   | 1941           |
| Mycosphaerella dunbariae                                 | Syd.                                     | 1931           |
| Mycosphaerella earliana                                  | (G. Winter) Tomilin                      | 1968           |
| Mycosphaerella ebuli                                     | (Richon) Tomilin                         | 1979           |
| Mycosphaerella ebulina                                   | Petr.                                    | 1915           |
| Mycosphaerella edelbergii                                | Petr.                                    | 1953           |
| Mycosphaerella effigurata                                | (Schwein.) House                         | 1921           |
| Mycosphaerella elaeagnicola                              | N.P. Golovina                            | 1959           |
| Mycosphaerella elaeocarpi                                | Crous & Summerell                        | 2007           |
| Mycosphaerella elastica                                  | Koord.                                   | 1907           |
| Mycosphaerella elatior                                   | (Sacc. & Speg.) Tomilin                  | 1968           |
| Mycosphaerella elatostematis                             | Thirum. & Govindu                        | 1954           |
| Mycosphaerella elodis                                    | (A.L. Sm. & Ramsb.) Tomilin              | 1970           |
| Mycosphaerella elymi                                     | (Unamuno) M. Morelet                     | 1968           |
| Mycosphaerella embothrii                                 | (Speg.) Tomilin                          | 1979           |
| Mycosphaerella emeri                                     | (Ces.) Tomilin                           | 1979           |
| Mycosphaerella endospermi                                | Syd. & P. Syd.                           | 1917           |
| Mycosphaerella engleriana                                | Reichert                                 | 1921           |
| Mycosphaerella enteleae                                  | (Dingley) Sivan.                         | 1977           |
| Mycosphaerella ephedrae                                  | (Hollós) M. Bechet                       | 1961           |
| Mycosphaerella epilobii                                  | (Crié) Tomilin                           | 1970           |
| Mycosphaerella epilobii-montani                          | Lobik                                    | 1928           |
| Mycosphaerella epimedii                                  | (Sacc.) Jaap                             | 1916           |
| Mycosphaerella epiphylla                                 | (Kirschst.) Tomilin                      | 1979           |
| Mycosphaerella equiseti                                  | (Fuckel) J. Schröt.                      | 1894           |
| Mycosphaerella equiseticola (Paardenstaartpuntkogeltje)  | Bond.-Mont.                              | 1923           |
| Mycosphaerella equisetina                                | Syd.                                     | 1921           |
| Mycosphaerella eragrostidis                              | Castell. & Ciccar.                       | 1939           |
| Mycosphaerella erechtitidina                             | Petr. & Cif.                             | 1930           |
| Mycosphaerella ericae-ciliaris                           | (Unamuno) M. Morelet                     | 1968           |
| Mycosphaerella eriodendri                                | J. Kuijper                               | 1914           |
| Mycosphaerella eryngii                                   | (Fr. ex Duby) Johanson ex Oudem.         | 1897           |
| Mycosphaerella eryngina                                  | (Gonz. Frag.) Tomilin                    | 1970           |
| Mycosphaerella erythrinae                                | Koord.                                   | 1907           |
| Mycosphaerella erythrinicola                             | Syd.                                     | 1930           |
| Mycosphaerella erythroxyli                               | (Speg.) M. Morelet                       | 1968           |
| Mycosphaerella escalloniae                               | (Speg.) Sivan. & R.G. Shivas             | 2002           |
| Mycosphaerella etlingerae                                | Crous                                    | 2011           |
| Mycosphaerella eucalypti                                 | (Wakef.) Hansf.                          | 1957           |
| Mycosphaerella eugeniicola                               | Crous, Alfenas & R.W. Barreto            | 1997           |
| Mycosphaerella eulaliae                                  | (Pass.) Tomilin                          | 1967           |
| Mycosphaerella euodiae                                   | J.F. Lue & P.K. Chi                      | 1994           |
| Mycosphaerella eupatorii                                 | J.M. Yen                                 | 1969           |
| Mycosphaerella eupatoriicola                             | Höhn.                                    | 1919           |
| Mycosphaerella euphorbiae                                | Niessl ex J. Schröt.                     | 1894           |
| Mycosphaerella euphorbiae-canariensis                    | Tomilin                                  | 1970           |
| Mycosphaerella euphorbiae-exiguae                        | (Unamuno) Tomilin                        | 1970           |
| Mycosphaerella euryae                                    | Theiss.                                  | 1918           |
| Mycosphaerella exaci                                     | T.S. Ramakr. & K. Ramakr.                | 1950           |
| Mycosphaerella exarida                                   | (G. Winter) Starbäck                     | 1905           |
| Mycosphaerella exigua                                    | Syd. & P. Syd.                           | 1913           |
| Mycosphaerella fagi (Beukenpuntkogeltje)                 | (Auersw.) Lindau                         | 1897           |
| Mycosphaerella fagraeae                                  | J.M. Yen                                 | 1980           |
| Mycosphaerella falcariae                                 | Syd.                                     | 1942           |
| Mycosphaerella familiaris                                | (Auersw.) Lindau                         | 1903           |
| Mycosphaerella feijoae                                   | Artemiev                                 | 1935           |
| Mycosphaerella fendleri                                  | Tracy & Earle                            | 1901           |
| Mycosphaerella fennica                                   | (P. Karst.) Tomilin                      | 1970           |
| Mycosphaerella ferruginea                                | (Fuckel) Cruchet                         | 1923           |
| Mycosphaerella ferulae                                   | (Maffei) Tomilin                         | 1970           |
| Mycosphaerella fici-ovatae                               | Hansf.                                   | 1941           |
| Mycosphaerella ficophila                                 | (G. Winter) Cruchet                      | 1923           |
| Mycosphaerella ficus                                     | (Traverso & Spessa) Tomilin              | 1968           |
| Mycosphaerella filicum                                   | (Desm.) Starbäck                         | 1889           |
| Mycosphaerella filipendulae-denudatae                    | Kamilov                                  | 1973           |
| Mycosphaerella firmianae                                 | (Pass.) Tomilin                          | 1970           |
| Mycosphaerella flagellariae                              | Alcorn                                   | 1978           |
| Mycosphaerella flageoletiana                             | (Sacc. & Traverso) Tomilin               | 1968           |
| Mycosphaerella foeniculi                                 | Komirn.                                  | 1952           |
| Mycosphaerella foeniculicola                             | Khokhr.                                  | 1956           |
| Mycosphaerella foeniculina                               | (Speg.) Tomilin                          | 1970           |
| Mycosphaerella formosana                                 | T.Y. Lin & J.M. Yen                      | 1971           |
| Mycosphaerella frankeniae                                | (Unamuno) E.K. Cash                      | 1972           |
| Mycosphaerella frauxii                                   | M. Morelet                               | 1968           |
| Mycosphaerella fraxini                                   | (Niessl) Lindau                          | 1903           |
| Mycosphaerella fraxinicola                               | (Schwein.) House                         | 1921           |
| Mycosphaerella frenumbensis                              | (Speg.) N. Barros                        | 1973           |
| Mycosphaerella freycinetiae                              | F. Stevens                               | 1925           |
| Mycosphaerella friesii                                   | Tomilin                                  | 1979           |
| Mycosphaerella fuchsiicola                               | (Speg.) E.K. Cash                        | 1972           |
| Mycosphaerella fujiensis                                 | Hara                                     | 1954           |
| Mycosphaerella fumaginea                                 | (Catt.) Tomilin                          | 1970           |
| Mycosphaerella fusca                                     | (Pass.) Tomilin                          | 1967           |
| Mycosphaerella fushinoki                                 | Miura                                    | 1928           |
| Mycosphaerella fusispora                                 | (Fuckel) Jacz.                           | 1917           |
| Mycosphaerella galanthina                                | (Tassi) Tomilin                          | 1967           |
| Mycosphaerella galatea                                   | (Sacc.) Jacz.                            | 1917           |
| Mycosphaerella galatellae                                | Lobik                                    | 1928           |
| Mycosphaerella galegae                                   | Lobik                                    | 1928           |
| Mycosphaerella galii                                     | (Sacc.) Tomilin                          | 1979           |
| Mycosphaerella galii-elliptici                           | Petr.                                    | 1928           |
| Mycosphaerella gallae                                    | (Ellis & Everh.) Tomilin                 | 1970           |
| Mycosphaerella garciniae                                 | Z.D. Jiang & P.K. Chi                    | 1994           |
| Mycosphaerella gardeniae                                 | (Cooke) Henn.                            | 1900           |
| Mycosphaerella garganica                                 | (Sacc.) Tomilin                          | 1967           |
| Mycosphaerella gastonis                                  | (Sacc.) Lindau                           | 1897           |
| Mycosphaerella gaultheriae                               | (Cooke & Plowr.) House                   | 1921           |
| Mycosphaerella gaveensis                                 | Henn.                                    | 1904           |
| Mycosphaerella genuflexa                                 | (Auersw.) Johanson & Magnus              | 1912           |
| Mycosphaerella gibelliana                                | (Pass.) Jacz.                            | 1910           |
| Mycosphaerella gibsonii                                  | H.C. Evans                               | 1984           |
| Mycosphaerella gifuensis                                 | Hara                                     | 1918           |
| Mycosphaerella glauca                                    | (Cooke) Woron.                           | 1915           |
| Mycosphaerella glechomae                                 | (Sacc. & Flageolet) Tomilin              | 1970           |
| Mycosphaerella glochidii                                 | Sivan. & R.G. Shivas                     | 2002           |
| Mycosphaerella glycosmae                                 | Tracy & Earle                            | 1901           |
| Mycosphaerella glycyrrhizae                              | Lebedeva                                 | 1922           |
| Mycosphaerella gneticola                                 | Syd.                                     | 1923           |
| Mycosphaerella goodiifolia                               | (Cooke) Aptroot                          | 2006           |
| Mycosphaerella gordoniae                                 | (Cooke) J.H. Mill.                       | 1941           |
| Mycosphaerella gossypina                                 | (G.F. Atk.) Earle                        | 1900           |
| Mycosphaerella gracilis                                  | Crous & Alfenas                          | 1995           |
| Mycosphaerella graeca                                    | Petr.                                    | 1936           |
| Mycosphaerella graminis                                  | (Sacc.) Tomilin                          | 1966           |
| Mycosphaerella graminum                                  | (Sacc. & Scalia) Lavrov                  | 1951           |
| Mycosphaerella grandispora                               | Bubák                                    | 1909           |
| Mycosphaerella greenei                                   | Tomilin                                  | 1970           |
| Mycosphaerella grevilleae                                | Munjal, Chona & J.N. Kapoor              | 1960           |
| Mycosphaerella grisea                                    | (G. Boyer & Jacz.) Höhn.                 | 1917           |
| Mycosphaerella groveana                                  | (Sacc.) Arx                              | 1962           |
| Mycosphaerella guadarramica                              | (Gonz. Frag.) M. Morelet                 | 1968           |
| Mycosphaerella guettardina                               | Petr. & Cif.                             | 1932           |
| Mycosphaerella guineensis                                | J. Kranz                                 | 1970           |
| Mycosphaerella guttiferae                                | Miles                                    | 1917           |
| Mycosphaerella gypsophilicola                            | (Hollós) Petr.                           | 1925           |
| Mycosphaerella halimodendri                              | Jacz.                                    | 1922           |
| Mycosphaerella hambergii                                 | (Romell & Sacc.) Petr.                   | 1947           |
| Mycosphaerella haraeana                                  | Syd. & P. Syd.                           | 1913           |
| Mycosphaerella hariotiana                                | (Speg.) Tomilin                          | 1967           |
| Mycosphaerella harknessii                                | (Sacc.) Tomilin                          | 1979           |
| Mycosphaerella harthensis                                | (Auersw.) Mig.                           | 1912           |
| Mycosphaerella hawaiiensis                               | F. Stevens & P.A. Young                  | 1925           |
| Mycosphaerella hederae-helicis                           | Siemaszko                                | 1923           |
| Mycosphaerella hedericola                                | (Cooke) Lindau                           | 1897           |
| Mycosphaerella hedychii                                  | F. Stevens & P.A. Young                  | 1925           |
| Mycosphaerella heimii                                    | Bouriquet ex Crous                       | 1995           |
| Mycosphaerella heimioides                                | Crous & M.J. Wingf.                      | 1997           |
| Mycosphaerella helenae                                   | Chevaug.                                 | 1956           |
| Mycosphaerella hemerocallidicola                         | Petr.                                    | 1934           |
| Mycosphaerella hemerocallidis                            | (Pass.) Lindau ex Ranoj.                 | 1910           |
| Mycosphaerella henningsii                                | Sivan.                                   | 1985           |
| Mycosphaerella hepaticae                                 | Petr.                                    | 1931           |
| Mycosphaerella hepaticarum                               | (Pat.) Petr.                             | 1934           |
| Mycosphaerella heracleina                                | Nevod.                                   | 1961           |
| Mycosphaerella hermione                                  | (Sacc.) Lindau ex Ranoj.                 | 1910           |
| Mycosphaerella hesperidum                                | (Penz.) Jacz.                            | 1917           |
| Mycosphaerella heucherae                                 | (Ellis & Everh.) Petr.                   | 1958           |
| Mycosphaerella heveana                                   | (Sacc.) M. Morelet                       | 1968           |
| Mycosphaerella heveicola                                 | Saccas                                   | 1953           |
| Mycosphaerella hibisci                                   | Gutner                                   | 1933           |
| Mycosphaerella hieracii                                  | (Sacc. & Briard) Jaap                    | 1908           |
| Mycosphaerella hieraciophila                             | Petr.                                    | 1934           |
| Mycosphaerella hippocastani                              | Jaap                                     | 1917           |
| Mycosphaerella holmii                                    | O.E. Erikss.                             | 1992           |
| Mycosphaerella holopteleae                               | Naphade                                  | 1971           |
| Mycosphaerella homalanthi                                | Syd. & P. Syd.                           | 1920           |
| Mycosphaerella honckenyae                                | Dominik                                  | 1934           |
| Mycosphaerella hondae                                    | I. Miyake                                | 1910           |
| Mycosphaerella hordei                                    | (P. Karst.) Kirchn.                      | 1923           |
| Mycosphaerella hordeicola                                | (Hara) Kauffman                          | 1917           |
| Mycosphaerella horii                                     | Hara                                     | 1917           |
| Mycosphaerella hosackiae                                 | (Cooke & Harkn.) Bonar                   | 1965           |
| Mycosphaerella hostae                                    | Syd. & P. Syd.                           | 1913           |
| Mycosphaerella hranicensis                               | Petr.                                    | 1921           |
| Mycosphaerella humuli                                    | (Hazsl.) Cruchet                         | 1923           |
| Mycosphaerella hydrangeae                                | Hara                                     | 1918           |
| Mycosphaerella hydrocotyles-asiaticae                    | (Pat.) Petr.                             | 1929           |
| Mycosphaerella hyperici                                  | (Auersw.) Starbäck                       | 1889           |
| Mycosphaerella hypericina                                | (Ellis) Tomilin                          | 1979           |
| Mycosphaerella hyphiseda                                 | (Fautrey & Lambotte) Tomilin             | 1967           |
| Mycosphaerella hypochaeridis                             | Morochk.                                 | 1946           |
| Mycosphaerella hypodermellae                             | Wehm.                                    | 1946           |
| Mycosphaerella hypostomatica                             | Höhn.                                    | 1902           |
| Mycosphaerella idaeina                                   | (Hazsl.) Lindau                          | 1903           |
| Mycosphaerella idesiae                                   | Hara                                     | 1918           |
| Mycosphaerella ignobilis                                 | (Auersw.) Maire & Werner                 | 1938           |
| Mycosphaerella ikedae                                    | Hara                                     | 1919           |
| Mycosphaerella ilicella                                  | (Cooke) Feltgen                          | 1905           |
| Mycosphaerella ilicicola                                 | (Maubl.) M. Morelet                      | 1968           |
| Mycosphaerella ilicis-canariensis                        | Petr.                                    | 1928           |
| Mycosphaerella immersa                                   | Dearn.                                   | 1923           |
| Mycosphaerella impatientina                              | Syd., P. Syd. & Hara                     | 1913           |
| Mycosphaerella impatientis                               | (Peck & Clinton) House                   | 1921           |
| Mycosphaerella implexae                                  | (Pass.) M. Morelet                       | 1965           |
| Mycosphaerella implexicola                               | (Maire) Jaap                             | 1916           |
| Mycosphaerella incanescens                               | (Schwein.) Tomilin                       | 1970           |
| Mycosphaerella incomperta                                | Podl. & Svrček                           | 1970           |
| Mycosphaerella indica                                    | T.S. Viswan.                             | 1960           |
| Mycosphaerella inflata                                   | (Penz.) Tomilin                          | 1979           |
| Mycosphaerella infuscans                                 | (Ellis & Everh.) M.E. Barr               | 1972           |
| Mycosphaerella insignita                                 | Syd.                                     | 1939           |
| Mycosphaerella insulana                                  | Bubák & Syd.                             | 1915           |
| Mycosphaerella intermixta                                | Lindau                                   | 1903           |
| Mycosphaerella ipiranguensis                             | (Speg.) Tomilin                          | 1971           |
| Mycosphaerella ipomoeae                                  | (Ferraris) Dunin ex Tomilin              | 1979           |
| Mycosphaerella irregulariramosa                          | Crous & M.J. Wingf.                      | 1997           |
| Mycosphaerella isariphora                                | (Desm.) Johanson                         | 1884           |
| Mycosphaerella isatidis                                  | Kalymb.                                  | 1959           |
| Mycosphaerella isoplexidis                               | Petr.                                    | 1928           |
| Mycosphaerella ixanthi                                   | Petr.                                    | 1928           |
| Mycosphaerella ixodiae                                   | Hansf.                                   | 1956           |
| Mycosphaerella ixorae                                    | Bat. & Peres                             | 1967           |
| Mycosphaerella jaapiana                                  | (Kirschst.) Tomilin                      | 1979           |
| Mycosphaerella jaczewskii                                | Potebnia                                 | 1910           |
| Mycosphaerella jaffuelii                                 | (Speg.) E.K. Cash                        | 1972           |
| Mycosphaerella janus                                     | (Sacc.) Petr.                            | 1958           |
| Mycosphaerella japonica                                  | (Pass.) Tomilin                          | 1970           |
| Mycosphaerella jasmini-officinalis                       | Siemaszko                                | 1923           |
| Mycosphaerella jenensis                                  | (J. Kunze ex Sacc.) Lindau               | 1903           |
| Mycosphaerella joerstadii                                | Arx                                      | 1957           |
| Mycosphaerella juglandis                                 | K.J. Kessler                             | 1984           |
| Mycosphaerella juncellina                                | Munk                                     | 1957           |
| Mycosphaerella juniperi                                  | (Fautrey & Roum.) Woron.                 | 1923           |
| Mycosphaerella juniperina                                | (Ellis) Tomilin                          | 1970           |
| Mycosphaerella jutlandica                                | Munk                                     | 1957           |
| Mycosphaerella kabocha                                   | Hara                                     | 1954           |
| Mycosphaerella kaduae                                    | F. Stevens & P.A. Young                  | 1925           |
| Mycosphaerella kakomensis                                | Esfand.                                  | 1951           |
| Mycosphaerella kandawanica                               | Petr.                                    | 1940           |
| Mycosphaerella kankeshwarensis                           | C. Ramesh                                | 1986           |
| Mycosphaerella karajacensis                              | (Allesch.) Tomilin                       | 1979           |
| Mycosphaerella karakulinii                               | Tomilin                                  | 1968           |
| Mycosphaerella kawanensis                                | Hara                                     | 1918           |
| Mycosphaerella keissleri                                 | Tomilin                                  | 1979           |
| Mycosphaerella kerguelensis                              | (Henn.) Tomilin                          | 1966           |
| Mycosphaerella khayae                                    | Sivan. & R.G. Shivas                     | 2002           |
| Mycosphaerella kirschsteinii                             | Tomilin                                  | 1979           |
| Mycosphaerella koae                                      | Petr.                                    | 1953           |
| Mycosphaerella kochiae                                   | Tomilin                                  | 1966           |
| Mycosphaerella krigiae                                   | (Ellis & Everh.) H.C. Greene             | 1943           |
| Mycosphaerella lachesis                                  | (Sacc.) Tomilin                          | 1968           |
| Mycosphaerella lachmannii                                | M. Morelet                               | 1965           |
| Mycosphaerella lageniformis                              | Rehm                                     | 1911           |
| Mycosphaerella lagunensis                                | Syd. & P. Syd.                           | 1917           |
| Mycosphaerella lantanae                                  | (Nitschke) Mig.                          | 1912           |
| Mycosphaerella larsenii                                  | Munk                                     | 1952           |
| Mycosphaerella lasiana                                   | (Sacc.) Aptroot                          | 2006           |
| Mycosphaerella latebrosa (Esdoornpuntkogeltje)           | (Cooke) J. Schröt.                       | 1894           |
| Mycosphaerella lateralis                                 | Crous & M.J. Wingf.                      | 1996           |
| Mycosphaerella lathyri                                   | Potebnia                                 | 1910           |
| Mycosphaerella lebedevae                                 | Tomilin                                  | 1966           |
| Mycosphaerella leguminosarum                             | H.P. Upadhyay                            | 1964           |
| Mycosphaerella lenticula                                 | (Cooke) Tomilin                          | 1979           |
| Mycosphaerella lepidospermatis                           | Hansf.                                   | 1957           |
| Mycosphaerella leptopleura                               | (De Not.) Earle                          | 1901           |
| Mycosphaerella leptospora                                | (Sacc. & Scalia) Tomilin                 | 1967           |
| Mycosphaerella leucophaea                                | (Ellis & Kellerm.) Tomilin               | 1970           |
| Mycosphaerella leucospermi                               | Crous & Joanne E. Taylor                 | 2001           |
| Mycosphaerella leucospila                                | Syd.                                     | 1925           |
| Mycosphaerella leucothoes                                | Miles                                    | 1926           |
| Mycosphaerella libanotidis                               | (Fuckel) Lind                            | 1913           |
| Mycosphaerella ligea                                     | (Sacc.) Zeller                           | 1937           |
| Mycosphaerella ligustri                                  | (J. Kickx f.) Lindau                     | 1897           |
| Mycosphaerella limnetica                                 | K.N. Borse, N.S. Pawar & B.D. Borse      | 2019           |
| Mycosphaerella limonis                                   | Tomilin                                  | 1968           |
| Mycosphaerella lindaviana                                | Staritz                                  | 1913           |
| Mycosphaerella lindiana                                  | Jaap                                     | 1918           |
| Mycosphaerella lindingeri                                | Werderm.                                 | 1924           |
| Mycosphaerella lineata                                   | Clem.                                    | 1903           |
| Mycosphaerella lineolata                                 | (Roberge ex Desm.) J. Schröt.            | 1894           |
| Mycosphaerella linicola                                  | Naumov                                   | 1926           |
| Mycosphaerella lini-perennis                             | Lobik                                    | 1928           |
| Mycosphaerella linnaeae                                  | M.E. Barr                                | 1966           |
| Mycosphaerella lippiae                                   | (Cif. & Gonz. Frag.) Cif.                | 1961           |
| Mycosphaerella liriodendri                               | (Cooke) Woron.                           | 1915           |
| Mycosphaerella lithraeae                                 | (Speg.) M. Morelet                       | 1968           |
| Mycosphaerella lobeliae                                  | Petr.                                    | 1931           |
| Mycosphaerella loefgrenii                                | F. Noack                                 | 1900           |
| Mycosphaerella loliacea                                  | (Pass.) Tomilin                          | 1966           |
| Mycosphaerella longibasalis                              | Crous & M.J. Wingf.                      | 1998           |
| Mycosphaerella longispora                                | (Penz. & Sacc.) Miles                    | 1917           |
| Mycosphaerella longissima                                | (Fuckel) Lindau                          | 1903           |
| Mycosphaerella loranthi                                  | Syd. & P. Syd.                           | 1914           |
| Mycosphaerella louisianae                                | Plakidas                                 | 1941           |
| Mycosphaerella ludwigiana                                | (Sacc. & Har.) Moesz                     | 1918           |
| Mycosphaerella ludwigii                                  | Syd. & P. Syd.                           | 1924           |
| Mycosphaerella lumae                                     | Syd.                                     | 1928           |
| Mycosphaerella lupini                                    | W.J. Kaiser & Crous                      | 1998           |
| Mycosphaerella lupulina                                  | (Kirschst.) M. Morelet                   | 1968           |
| Mycosphaerella luzonensis                                | Tak. Kobay.                              | 1980           |
| Mycosphaerella luzonica                                  | Syd.                                     | 1931           |
| Mycosphaerella luzulae                                   | (Cooke) Höhn.                            | 1902           |
| Mycosphaerella lychnidicola                              | Syd. & P. Syd.                           | 1913           |
| Mycosphaerella lycii                                     | (Ellis & Everh.) Miles                   | 1917           |
| Mycosphaerella lycopodii                                 | (Peck) House                             | 1921           |
| Mycosphaerella lycopodii-annotini                        | Petr.                                    | 1931           |
| Mycosphaerella lycopodiicola                             | Moesz & Smarods                          | 1937           |
| Mycosphaerella lygei                                     | Petr.                                    | 1931           |
| Mycosphaerella lysimachiae                               | (Höhn.) Höhn.                            | 1906           |
| Mycosphaerella lysimachiicola                            | I. Hino & Katum.                         | 1964           |
| Mycosphaerella lythracearum                              | F.A. Wolf                                | 1927           |
| Mycosphaerella lythri                                    | Syd.                                     | 1935           |
| Mycosphaerella macedonica                                | Petr.                                    | 1936           |
| Mycosphaerella machaerii                                 | Bat. & Peres                             | 1966           |
| Mycosphaerella macleayae                                 | Shirai & Hara                            | 1911           |
| Mycosphaerella maclurae                                  | (Ellis & Everh.) Tomilin                 | 1968           |
| Mycosphaerella maculans                                  | (Sacc. & Roum.) Lindau                   | 1903           |
| Mycosphaerella maculiformis (Vlekpuntkogeltje)           | (Pers.) J. Schröt.                       | 1894           |
| Mycosphaerella maderensis                                | Petr.                                    | 1928           |
| Mycosphaerella maesae                                    | Crous & U. Braun                         | 1994           |
| Mycosphaerella magellanica                               | (Speg.) Tomilin                          | 1970           |
| Mycosphaerella magellanicola                             | (Speg.) E.K. Cash                        | 1972           |
| Mycosphaerella magnoliae                                 | (Ellis) Petr.                            | 1951           |
| Mycosphaerella magnusiana                                | Jaap                                     | 1908           |
| Mycosphaerella malinverniana                             | (Catt.) Jacz.                            | 1917           |
| Mycosphaerella malvina                                   | Nevod.                                   | 1961           |
| Mycosphaerella mandshurica                               | Miura                                    | 1928           |
| Mycosphaerella manganottiana                             | (C. Massal.) Tomilin                     | 1970           |
| Mycosphaerella mangiferae                                | C. Ramesh                                | 1986           |
| Mycosphaerella manginii                                  | Săvul. & Sandu                           | 1931           |
| Mycosphaerella manihotis                                 | Syd. & P. Syd.                           | 1901           |
| Mycosphaerella maniuana                                  | Butin                                    | 1975           |
| Mycosphaerella marasasii                                 | Crous & M.J. Wingf.                      | 1991           |
| Mycosphaerella mariae                                    | (Sacc. & E. Bommer) Lindau               | 1903           |
| Mycosphaerella martagonis                                | Arx                                      | 1949           |
| Mycosphaerella martinae                                  | Hansf.                                   | 1956           |
| Mycosphaerella maturna                                   | (Sacc.) Tomilin                          | 1967           |
| Mycosphaerella mauica                                    | Petr.                                    | 1953           |
| Mycosphaerella maxima                                    | Miles                                    | 1917           |
| Mycosphaerella maydina                                   | (Pass.) Lindau                           | 1897           |
| Mycosphaerella mazzantioides                             | (Sacc.) Tomilin                          | 1970           |
| Mycosphaerella medicaginicola                            | Karimov                                  | 1956           |
| Mycosphaerella medicaginis                               | Karimov                                  | 1956           |
| Mycosphaerella mediterranea                              | (Sacc.) Maire & Werner                   | 1938           |
| Mycosphaerella melaleucoides                             | Sivan. & R.G. Shivas                     | 2002           |
| Mycosphaerella melanophora                               | (Speg.) Tomilin                          | 1979           |
| Mycosphaerella melanoplaca                               | (Desm.) Petr.                            | 1925           |
| Mycosphaerella melastomatacearum                         | Bat., Cavalc. & Heringer                 | 1966           |
| Mycosphaerella melconiana                                | (Unamuno) E.K. Cash                      | 1972           |
| Mycosphaerella meliosmae                                 | T.S. Ramakr., Sriniv. & Sundaram         | 1953           |
| Mycosphaerella meliosmae-myrianthae                      | Hara                                     | 1918           |
| Mycosphaerella mellianae                                 | Y.J. Huang & P.K. Chi                    | 2000           |
| Mycosphaerella melothriae                                | T.S. Ramakr.                             | 1951           |
| Mycosphaerella menthae                                   | (Lambotte & Fautrey) Rehm                | 1906           |
| Mycosphaerella mercurialis                               | (Lasch) Magnus                           | 1905           |
| Mycosphaerella merrillii                                 | H.S. Yates                               | 1917           |
| Mycosphaerella metrosideri                               | F. Stevens & P.A. Young                  | 1925           |
| Mycosphaerella miconiae                                  | Syd.                                     | 1925           |
| Mycosphaerella microscopica                              | (Pass.) Tomilin                          | 1966           |
| Mycosphaerella midzurensis                               | Bubák & Ranoj.                           | 1910           |
| Mycosphaerella mikaniae                                  | Rehm                                     | 1901           |
| Mycosphaerella mikaniae-micranthae                       | R.W. Barreto                             | 1995           |
| Mycosphaerella miliacei                                  | Nevod. ex Kalymb.                        | 1959           |
| Mycosphaerella millegrana                                | (Cooke) J. Schröt.                       | 1894           |
| Mycosphaerella millepunctata                             | (Desm.) M.E. Barr                        | 1970           |
| Mycosphaerella mimosae-pigrae                            | H.C. Evans, G. Carrión & Ruiz-Belin      | 1995           |
| Mycosphaerella mimosicola                                | Henn.                                    | 1905           |
| Mycosphaerella minabensis                                | Petr.                                    | 1957           |
| Mycosphaerella minima                                    | (Pass.) Petr. & Syd.                     | 1924           |
| Mycosphaerella minimipuncta                              | (Cooke) J.N. Kapoor & H.S. Gill          | 1961           |
| Mycosphaerella minoensis                                 | Syd. & P. Syd.                           | 1913           |
| Mycosphaerella minor                                     | (P. Karst.) Johanson                     | 1884           |
| Mycosphaerella minuartiae                                | Tomilin                                  | 1983           |
| Mycosphaerella minutissima                               | Tomilin                                  | 1979           |
| Mycosphaerella molluginis                                | (Rehm) Tomilin                           | 1971           |
| Mycosphaerella mombin                                    | Petr. & Cif.                             | 1932           |
| Mycosphaerella monserratica                              | Petr.                                    | 1931           |
| Mycosphaerella montana                                   | Naumov                                   | 1915           |
| Mycosphaerella montellica                                | (Sacc. & D. Sacc.) A.L. Guyot            | 1946           |
| Mycosphaerella moquileae                                 | Bat.                                     | 1956           |
| Mycosphaerella mori                                      | (Fuckel) F.A. Wolf                       | 1935           |
| Mycosphaerella moricola                                  | Sawada                                   | 1919           |
| Mycosphaerella morierei                                  | (Crié) Kirchn.                           | 1923           |
| Mycosphaerella morifolia                                 | (Pass.) Cruchet                          | 1923           |
| Mycosphaerella morindae                                  | Sivan. & R.G. Shivas                     | 2002           |
| Mycosphaerella morphaea                                  | (Sacc.) Tomilin                          | 1979           |
| Mycosphaerella morthieri                                 | (Fuckel) Petr.                           | 1921           |
| Mycosphaerella mougeotiana                               | (Sacc.) Lindau                           | 1903           |
| Mycosphaerella moutan                                    | Siemaszko                                | 1923           |
| Mycosphaerella mucunae                                   | F. Stevens                               | 1917           |
| Mycosphaerella muhlenbergiae                             | (Ellis) Wehm.                            | 1952           |
| Mycosphaerella mulgedii-alpini                           | Petr.                                    | 1916           |
| Mycosphaerella multiloculata                             | Anahosur                                 | 1971           |
| Mycosphaerella munkii                                    | Tomilin                                  | 1979           |
| Mycosphaerella munyangica                                | Petr.                                    | 1954           |
| Mycosphaerella murashkii                                 | M. Morelet                               | 1968           |
| Mycosphaerella musae                                     | (Speg.) Syd. & P. Syd.                   | 1917           |
| Mycosphaerella muscari                                   | (Hollós) Tomilin                         | 1967           |
| Mycosphaerella mycoparasitica                            | H.J. Swart                               | 1975           |
| Mycosphaerella mycopron                                  | (Pat.) Tomilin                           | 1968           |
| Mycosphaerella myricae                                   | Miles                                    | 1926           |
| Mycosphaerella myricariae                                | (Fuckel) Lindau                          | 1903           |
| Mycosphaerella myrtillina                                | (Pass.) Tomilin                          | 1979           |
| Mycosphaerella najas                                     | (Sacc.) Tomilin                          | 1967           |
| Mycosphaerella nectandrae                                | (F. Stevens) Cif.                        | 1957           |
| Mycosphaerella nemesiae                                  | Dippen.                                  | 1931           |
| Mycosphaerella nemoseridis                               | Fairm.                                   | 1923           |
| Mycosphaerella nerii-odori                               | A.K. Pande                               | 1975           |
| Mycosphaerella nerviseda                                 | (Speg.) Lindau                           | 1903           |
| Mycosphaerella nevodovskii                               | Tomilin                                  | 1966           |
| Mycosphaerella nicotianae                                | (Ellis & Everh.) Miles                   | 1917           |
| Mycosphaerella niesslii                                  | Tomilin                                  | 1979           |
| Mycosphaerella nigerristigma                             | B.B. Higgins                             | 1913           |
| Mycosphaerella nigrificata                               | (Fautrey & Roum.) Lavrov                 | 1951           |
| Mycosphaerella nigrita                                   | (Cooke) J.H. Mill.                       | 1941           |
| Mycosphaerella nigromaculans                             | Shear                                    | 1931           |
| Mycosphaerella nipponica                                 | Hara                                     | 1918           |
| Mycosphaerella nivalis                                   | Jacz.                                    | 1917           |
| Mycosphaerella nogalesii                                 | Urries                                   | 1956           |
| Mycosphaerella nubilosa                                  | (Cooke) Hansf.                           | 1956           |
| Mycosphaerella nuristanica                               | Petr.                                    | 1953           |
| Mycosphaerella occulta                                   | Bubák                                    | 1915           |
| Mycosphaerella octopetalae                               | (Oudem.) Lind                            | 1924           |
| Mycosphaerella oculata                                   | Syd. & P. Syd.                           | 1913           |
| Mycosphaerella oedema                                    | (Fr.) J. Schröt.                         | 1894           |
| Mycosphaerella oerteliana                                | (Sacc.) Mig.                             | 1912           |
| Mycosphaerella oleandri                                  | S. Ahmad                                 | 1971           |
| Mycosphaerella oleina                                    | (Cooke) J.H. Mill.                       | 1941           |
| Mycosphaerella olindensis                                | Petr.                                    | 1953           |
| Mycosphaerella omphalosporoides                          | Petr.                                    | 1925           |
| Mycosphaerella onobrychidis                              | (Hollós) Tomilin                         | 1968           |
| Mycosphaerella ontariensis                               | R. Stone                                 | 1915           |
| Mycosphaerella ootheca                                   | (Sacc.) Magnus                           | 1905           |
| Mycosphaerella orchidearum                               | (P. Karst.) Tomilin                      | 1967           |
| Mycosphaerella oryzae                                    | (Catt.) Jacz.                            | 1917           |
| Mycosphaerella oryzopsidis                               | (Ellis & Everh.) Coons                   | 1912           |
| Mycosphaerella osborniae                                 | D. Hawksw. & Sivan.                      | 1976           |
| Mycosphaerella osmundicola                               | (Kirschst.) M. Morelet                   | 1968           |
| Mycosphaerella oxyacanthae                               | Jaap                                     | 1907           |
| Mycosphaerella oxyriae                                   | Savile                                   | 1964           |
| Mycosphaerella pachyasca                                 | (Rostr.) Vestergr.                       | 1900           |
| Mycosphaerella pachypleuri                               | (Fuckel) Jacz.                           | 1917           |
| Mycosphaerella pachysandrae                              | (Hemmi) Katum. & Y. Harada               | 1987           |
| Mycosphaerella pachystimae                               | Dearn.                                   | 1926           |
| Mycosphaerella pachythecia                               | (Speg.) Tomilin                          | 1979           |
| Mycosphaerella padina                                    | (P. Karst.) Jørst.                       | 1954           |
| Mycosphaerella paepalanthi                               | Rehm                                     | 1901           |
| Mycosphaerella paleicola                                 | (Henn.) Tomilin                          | 1966           |
| Mycosphaerella pales                                     | (Sacc.) Tomilin                          | 1967           |
| Mycosphaerella palmae                                    | Miles                                    | 1917           |
| Mycosphaerella palmicola                                 | Chaudhury & P.N. Rao                     | 1964           |
| Mycosphaerella panacis-ginseng                           | Tomilin                                  | 1970           |
| Mycosphaerella panicicola                                | Henn.                                    | 1902           |
| Mycosphaerella papaveris                                 | (Fuckel) Jacz.                           | 1917           |
| Mycosphaerella papuana                                   | Sivan.                                   | 1986           |
| Mycosphaerella papyrifera                                | (Pass.) Miles                            | 1917           |
| Mycosphaerella parallelogramma                           | (Rehm) Lindau                            | 1903           |
| Mycosphaerella pardalota                                 | (Cooke & Ellis) Miles                    | 1926           |
| Mycosphaerella parjumanica                               | Petr.                                    | 1963           |
| Mycosphaerella parnassiae                                | (Rostr.) Lind                            | 1932           |
| Mycosphaerella paronychiae                               | M. Morelet                               | 1968           |
| Mycosphaerella pascuorum                                 | (Fautrey) Dias                           | 1970           |
| Mycosphaerella pashkiensis                               | Petr.                                    | 1963           |
| Mycosphaerella passeriniana                              | (Sacc.) Johanson ex Oudem.               | 1897           |
| Mycosphaerella passiflorae                               | Rehm                                     | 1901           |
| Mycosphaerella pataguae                                  | (Speg.) E.K. Cash                        | 1972           |
| Mycosphaerella patouillardii                             | (Sacc.) Maire & Werner                   | 1938           |
| Mycosphaerella patriniae                                 | Petr.                                    | 1928           |
| Mycosphaerella paulowniae                                | Shirai & Hara                            | 1911           |
| Mycosphaerella paulula                                   | (Cooke) Tomilin                          | 1966           |
| Mycosphaerella pavonina                                  | Petr. & Cif.                             | 1932           |
| Mycosphaerella pectinis                                  | (Pass.) Tomilin                          | 1970           |
| Mycosphaerella pedicularis                               | (P. Karst.) Lind                         | 1913           |
| Mycosphaerella pellucida                                 | (Bubák & Dearn.) Tomilin                 | 1967           |
| Mycosphaerella penstemonis                               | Earle                                    | 1901           |
| Mycosphaerella perconferta                               | (Speg.) Sacc.                            | 1928           |
| Mycosphaerella peregrina                                 | (Cooke) Lindau                           | 1897           |
| Mycosphaerella perexigua                                 | (P. Karst.) Johanson                     | 1884           |
| Mycosphaerella pericampyli                               | Syd. & P. Syd.                           | 1913           |
| Mycosphaerella pericopsidis                              | Henn.                                    | 1902           |
| Mycosphaerella periplocae                                | (Pass.) Tomilin                          | 1979           |
| Mycosphaerella pernettyae                                | (Speg.) Syd.                             | 1928           |
| Mycosphaerella perparva                                  | (Sacc.) House                            | 1921           |
| Mycosphaerella perseae                                   | Miles                                    | 1917           |
| Mycosphaerella persica                                   | Syd. & P. Syd.                           | 1908           |
| Mycosphaerella personata                                 | B.B. Higgins                             | 1929           |
| Mycosphaerella peruvianae                                | (Speg.) Tomilin                          | 1979           |
| Mycosphaerella petchii                                   | M. Morelet                               | 1968           |
| Mycosphaerella petiolicola                               | (Desm.) Mig.                             | 1912           |
| Mycosphaerella phaceliiphila                             | (Speg.) E.K. Cash                        | 1972           |
| Mycosphaerella phalaridis                                | (Gonz. Frag.) Maire & Werner             | 1938           |
| Mycosphaerella phaseoli                                  | Chona & Munjal                           | 1956           |
| Mycosphaerella phaseolicola                              | (Roberge ex Desm.) Siemaszko             | 1915           |
| Mycosphaerella phaseolorum                               | Siemaszko                                | 1915           |
| Mycosphaerella philochorta                               | (Cooke) Tomilin                          | 1967           |
| Mycosphaerella phlogina                                  | (Ellis & Everh.) Earle                   | 1901           |
| Mycosphaerella phlomidicola                              | Tomilin                                  | 1966           |
| Mycosphaerella phlomidis                                 | Lebedeva                                 | 1921           |
| Mycosphaerella phragmitis                                | (Ellis & Everh.) Lavrov                  | 1951           |
| Mycosphaerella phyllachoroides                           | (Sacc.) Tomilin                          | 1966           |
| Mycosphaerella phyllanthi                                | Dennis                                   | 1971           |
| Mycosphaerella phyllidis                                 | Petr.                                    | 1928           |
| Mycosphaerella phyllostachydicola                        | Tomilin                                  | 1967           |
| Mycosphaerella physostegiae                              | W.A. Jenkins                             | 1945           |
| Mycosphaerella phyteumatis                               | (Jacz.) Lindau                           | 1903           |
| Mycosphaerella piliostigmatis                            | Tak. Kobay. & E.D. Guzmán                | 1988           |
| Mycosphaerella pimpinellae                               | Petr.                                    | 1934           |
| Mycosphaerella pinicola                                  | (Fautrey) Naumov                         | 1915           |
| Mycosphaerella pinifolia                                 | (Ducomet) Tomilin                        | 1966           |
| Mycosphaerella pini-patulae                              | M. Morelet                               | 1971           |
| Mycosphaerella pinsapo                                   | (Thüm.) Lindau                           | 1903           |
| Mycosphaerella pittieri                                  | Syd.                                     | 1930           |
| Mycosphaerella pittospori                                | (Cooke) F.A. Weiss                       | 1950           |
| Mycosphaerella plantaginicola                            | (Schwein.) Dearn.                        | 1921           |
| Mycosphaerella plantaginis                               | (Sollm.) Vestergr.                       | 1896           |
| Mycosphaerella platani                                   | (Ellis & G. Martin) Tomilin              | 1968           |
| Mycosphaerella platanifolia                              | (Cooke) F.A. Wolf                        | 1938           |
| Mycosphaerella platylobii                                | Sivan. & R.G. Shivas                     | 2002           |
| Mycosphaerella platytheca                                | (P. Karst.) Tomilin                      | 1970           |
| Mycosphaerella plectranthi                               | Doidge                                   | 1948           |
| Mycosphaerella pneumatophorae                            | Kohlm.                                   | 1966           |
| Mycosphaerella podagrariae (Zevenbladpuntkogeltje)       | (Roth) Petr.                             | 1921           |
| Mycosphaerella podperae                                  | Picb.                                    | 1924           |
| Mycosphaerella polemonii                                 | Lind                                     | 1934           |
| Mycosphaerella polia                                     | Petr.                                    | 1924           |
| Mycosphaerella polifoliae                                | (Ellis & Everh.) Bubák                   | 1970           |
| Mycosphaerella polycarpa                                 | (Kirschst.) Tomilin                      | 1979           |
| Mycosphaerella polygalina                                | Petr.                                    | 1928           |
| Mycosphaerella polygoni-cuspidati                        | Hara                                     | 1918           |
| Mycosphaerella polygonorum                               | (Crié) Dearn. & House                    | 1923           |
| Mycosphaerella polygramma                                | (Fr.) Starbäck                           | 1889           |
| Mycosphaerella polymorpha                                | D.J. Sm. & C.O. Sm.                      | 1941           |
| Mycosphaerella pomacearum                                | (Crié) Oudem.                            | 1905           |
| Mycosphaerella pomi                                      | (Pass.) Lindau                           | 1897           |
| Mycosphaerella pongamiae                                 | (Racib.) Sivan.                          | 1985           |
| Mycosphaerella poonensis                                 | T.S. Viswan.                             | 1959           |
| Mycosphaerella populi                                    | (Auersw.) J. Schröt.                     | 1894           |
| Mycosphaerella populicola                                | G.E. Thomps.                             | 1941           |
| Mycosphaerella populifolia                               | (Cooke) House                            | 1921           |
| Mycosphaerella populnea                                  | (Sacc.) House                            | 1921           |
| Mycosphaerella poraqueibae                               | Bat. & Cavalc.                           | 1961           |
| Mycosphaerella potentillae                               | (Oudem.) Jacz.                           | 1917           |
| Mycosphaerella potentillae-stipularis                    | Tomilin                                  | 1983           |
| Mycosphaerella pourthiaeae                               | Hara                                     | 1954           |
| Mycosphaerella praecox                                   | (Pass.) Lindau                           | 1897           |
| Mycosphaerella praeparva                                 | (Pass. & Beltrani) Tomilin               | 1967           |
| Mycosphaerella prasii                                    | (Pat.) Maire & Werner                    | 1938           |
| Mycosphaerella prenanthicola                             | Höhn.                                    | 1919           |
| Mycosphaerella prenanthis                                | (Ellis & Everh.) M.E. Barr               | 1972           |
| Mycosphaerella primulae                                  | (Auersw. & Heufl.) J. Schröt.            | 1894           |
| Mycosphaerella prinsepiae                                | Padwick & Merh                           | 1943           |
| Mycosphaerella proteae                                   | (Syd. & P. Syd.) Arx                     | 1962           |
| Mycosphaerella pruni-persicae                            | Deighton                                 | 1967           |
| Mycosphaerella psammae                                   | (Rostr.) Lind                            | 1913           |
| Mycosphaerella pseudoplatani                             | Zerova                                   | 1952           |
| Mycosphaerella pseudopsammae                             | Munk                                     | 1957           |
| Mycosphaerella pseudoseptorioides                        | Tomilin                                  | 1979           |
| Mycosphaerella pseudosphaerioides                        | Petr.                                    | 1925           |
| Mycosphaerella psilospora                                | J.C. Gilman & Wadley                     | 1952           |
| Mycosphaerella ptarmicae                                 | (P. Karst. & Starbäck) Petr. & Syd.      | 1924           |
| Mycosphaerella pteridis                                  | (De Not.) J. Schröt.                     | 1894           |
| Mycosphaerella pterocarpi                                | J. Kranz                                 | 1970           |
| Mycosphaerella pterophila                                | (Pass.) Tomilin                          | 1970           |
| Mycosphaerella puerariicola                              | Weimer & Luttr.                          | 1948           |
| Mycosphaerella pulchella                                 | (Syd. & P. Syd.) Arx                     | 1962           |
| Mycosphaerella pulmonariae                               | Fakirova                                 | 1997           |
| Mycosphaerella pulsatillae                               | (Lasch) Johanson                         | 1884           |
| Mycosphaerella pulviscula                                | (Cocc. & Morini) Maire & Werner          | 1938           |
| Mycosphaerella punctata                                  | Dearn. & House ex M.E. Barr              | 1972           |
| Mycosphaerella punctiformis (Gewoon puntkogeltje)        | (Pers.) Starbäck                         | 1889           |
| Mycosphaerella putoriae                                  | (Unamuno) Maire & Werner                 | 1938           |
| Mycosphaerella puttemansii                               | Henn.                                    | 1902           |
| Mycosphaerella pyrenaica                                 | (Speg.) Arx                              | 1949           |
| Mycosphaerella pyri (Perenpuntkogeltje)                  | (Auersw.) Boerema                        | 1970           |
| Mycosphaerella pyrina                                    | (Ellis & Everh.) J.H. Mill.              | 1941           |
| Mycosphaerella pyrolae                                   | Lind                                     | 1924           |
| Mycosphaerella queenslandica                             | Sivan. & R.G. Shivas                     | 2002           |
| Mycosphaerella quercifolia                               | (Gonz. Frag.) M. Morelet                 | 1968           |
| Mycosphaerella quercina                                  | (Jacz.) Lindau                           | 1903           |
| Mycosphaerella rabiei                                    | Kovatsch. ex Gruyter                     | 2002           |
| Mycosphaerella radiata                                   | (Ranoj.) Tomilin                         | 1971           |
| Mycosphaerella ramulorum                                 | (Pass.) Tomilin                          | 1971           |
| Mycosphaerella rauvolfiae                                | T.S. Ramakr. & K. Ramakr.                | 1950           |
| Mycosphaerella ravenelii                                 | (Cooke) Tomilin                          | 1972           |
| Mycosphaerella recutita (Kleinsporig graspuntkogeltje)   | (Fr.) Johanson                           | 1884           |
| Mycosphaerella rehmiana                                  | Jaap                                     | 1914           |
| Mycosphaerella resedae                                   | (Pass.) Woron.                           | 1923           |
| Mycosphaerella resedicola                                | Ade                                      | 1928           |
| Mycosphaerella retinosporae                              | (Berl. & Bres.) Magnus                   | 1905           |
| Mycosphaerella reyesii                                   | Syd. & P. Syd.                           | 1914           |
| Mycosphaerella rhododendri                               | Feltgen                                  | 1901           |
| Mycosphaerella rhodophila                                | (Pass.) Cruchet                          | 1923           |
| Mycosphaerella rhodostacheos                             | (Speg.) E.K. Cash                        | 1972           |
| Mycosphaerella rhoina                                    | (Sacc.) P. Joly                          | 1965           |
| Mycosphaerella rhynchosporae                             | Petr.                                    | 1931           |
| Mycosphaerella ribis                                     | (Sacc.) Lindau                           | 1903           |
| Mycosphaerella ricciae                                   | Pavgi & L. Singh                         | 1979           |
| Mycosphaerella richeae                                   | Petr.                                    | 1954           |
| Mycosphaerella ricinicola                                | (Speg.) Hemmi & Matuo                    | 1953           |
| Mycosphaerella ritro                                     | (Pass.) Woronow                          | 1923           |
| Mycosphaerella robiniae                                  | Siemaszko                                | 1913           |
| Mycosphaerella rottboelliae                              | J. Kranz                                 | 1970           |
| Mycosphaerella roureae                                   | Syd. & P. Syd.                           | 1913           |
| Mycosphaerella rubefaciens                               | B. Erikss.                               | 1974           |
| Mycosphaerella rubella (Engelwortelpuntkogeltje)         | (Niessl & J. Schröt.) Magnus             | 1905           |
| Mycosphaerella rubi                                      | Roark                                    | 1921           |
| Mycosphaerella rubiae                                    | (Brunaud) Tomilin                        | 1971           |
| Mycosphaerella rubicola                                  | (McAlpine) Tomilin                       | 1968           |
| Mycosphaerella rusci                                     | D. Gupta, Padhi & Chowdhry               | 1981           |
| Mycosphaerella ruscicola                                 | A. Pande                                 | 1980           |
| Mycosphaerella ruthenica                                 | Petr.                                    | 1925           |
| Mycosphaerella sabalidis                                 | (Sousa da Câmara) E.K. Cash              | 1972           |
| Mycosphaerella sabinae                                   | Feltgen                                  | 1903           |
| Mycosphaerella saccardoana                               | Jaap                                     | 1916           |
| Mycosphaerella sacchari                                  | (Speg.) Seaver & Chardón                 | 1926           |
| Mycosphaerella saccharoides                              | (Peck) Tomilin                           | 1967           |
| Mycosphaerella sagedioides                               | (G. Winter ex Sacc.) Lindau              | 1897           |
| Mycosphaerella saginae                                   | Urries                                   | 1956           |
| Mycosphaerella sagittariae                               | (Tassi) Tomilin                          | 1966           |
| Mycosphaerella sajanyca                                  | Petr.                                    | 1928           |
| Mycosphaerella salicicola                                | (Fuckel) Johanson ex Oudem.              | 1897           |
| Mycosphaerella salicina                                  | (Ellis & Everh.) Tomilin                 | 1967           |
| Mycosphaerella salicis                                   | Bubák & Vleugel                          | 1917           |
| Mycosphaerella salicorniae                               | (Auersw.) Lindau                         | 1903           |
| Mycosphaerella salvatorensis                             | Jaap                                     | 1917           |
| Mycosphaerella salviae                                   | (Strasser) Tomilin                       | 1970           |
| Mycosphaerella sanguisorbae                              | Lobik                                    | 1928           |
| Mycosphaerella sapii                                     | D.J. Soares, Parreira & R.W. Barreto     | 2006           |
| Mycosphaerella sapiicola                                 | D.J. Soares, Parreira & R.W. Barreto     | 2006           |
| Mycosphaerella sapindicola                               | H.S. Pai                                 | 1968           |
| Mycosphaerella sarothamni                                | Petr.                                    | 1924           |
| Mycosphaerella sarraceniae                               | (Schwein.) Henn.                         | 1898           |
| Mycosphaerella sarracenica                               | (Sacc. & Roum.) Lindau                   | 1903           |
| Mycosphaerella sassafras                                 | (Ellis & Everh.) E.K. Cash               | 1972           |
| Mycosphaerella saussureae-alpinae                        | Petr.                                    | 1936           |
| Mycosphaerella sawadae                                   | Tomilin                                  | 1968           |
| Mycosphaerella saxatilis                                 | (J. Schröt.) Tomilin                     | 1967           |
| Mycosphaerella saxifragae                                | (Pass.) Lind                             | 1934           |
| Mycosphaerella scabiosae                                 | Tomilin                                  | 1971           |
| Mycosphaerella scaevolae                                 | F. Stevens & P.A. Young                  | 1925           |
| Mycosphaerella schelkovnikovii                           | Woron.                                   | 1915           |
| Mycosphaerella schisandrae                               | Mitrosh.                                 | 1949           |
| Mycosphaerella schoenocauli                              | Syd.                                     | 1930           |
| Mycosphaerella sciadophila                               | (Pass.) Magnus                           | 1905           |
| Mycosphaerella scirpi-lacustris                          | (Auersw.) Lindau                         | 1897           |
| Mycosphaerella scirrhoides                               | M.E. Barr                                | 1972           |
| Mycosphaerella scopulorum                                | (Sacc. & Cavara) Petr.                   | 1953           |
| Mycosphaerella scorzonerae                               | Petr.                                    | 1944           |
| Mycosphaerella scrophulariae                             | (Sacc. & Briard) Tomilin                 | 1971           |
| Mycosphaerella sedi                                      | Naumov                                   | 1916           |
| Mycosphaerella sedicola                                  | Petr.                                    | 1934           |
| Mycosphaerella selene                                    | (Sacc.) Tomin                            | 1970           |
| Mycosphaerella semeles                                   | Urries                                   | 1956           |
| Mycosphaerella senecionis                                | (Petch) M. Morelet                       | 1968           |
| Mycosphaerella septorioides                              | (Desm.) Lindau                           | 1903           |
| Mycosphaerella septorispora                              | (Sacc.) Petr.                            | 1914           |
| Mycosphaerella sequoiae                                  | Bonar                                    | 1942           |
| Mycosphaerella serpylli                                  | (Pass.) Tomilin                          | 1979           |
| Mycosphaerella serratulae                                | (Hollós) Tomilin                         | 1979           |
| Mycosphaerella serrulatae                                | (Ellis & Everh.) Tomilin                 | 1979           |
| Mycosphaerella sesami                                    | Sivan.                                   | 1985           |
| Mycosphaerella sesamicola                                | Sivan.                                   | 1985           |
| Mycosphaerella seseli                                    | Gucevič                                  | 1960           |
| Mycosphaerella setosa                                    | Tomilin                                  | 1970           |
| Mycosphaerella shawii                                    | Arx & J.L. Bezerra                       | 1963           |
| Mycosphaerella shibataeae                                | I. Miyake & Hara                         | 1923           |
| Mycosphaerella shikaeana                                 | Hara                                     | 1960           |
| Mycosphaerella shimabarensis                             | H.C. Evans & P.F. Cannon                 | 2009           |
| Mycosphaerella shiraiana                                 | I. Miyake                                | 1910           |
| Mycosphaerella shomae                                    | Hara                                     | 1918           |
| Mycosphaerella sicula                                    | (Penz.) Tomilin                          | 1970           |
| Mycosphaerella sicyicola                                 | (Ellis & Everh.) Tomilin                 | 1979           |
| Mycosphaerella sidalceicola                              | (Ellis & Everh.) Tomilin                 | 1970           |
| Mycosphaerella sieberiana                                | Sivan.                                   | 1979           |
| Mycosphaerella silenes-acaulis                           | (Maire) Lind                             | 1928           |
| Mycosphaerella silenis                                   | Höhn.                                    | 1903           |
| Mycosphaerella silveirae                                 | (Speg.) E.K. Cash                        | 1972           |
| Mycosphaerella singularis                                | (Henn.) Arx                              | 1962           |
| Mycosphaerella sisyrinchiicola                           | (Speg.) E.K. Cash                        | 1972           |
| Mycosphaerella skimmiae                                  | E. Müll. & S. Ahmad                      | 1957           |
| Mycosphaerella slaptonensis                              | D. Hawksw. & Sivan.                      | 1975           |
| Mycosphaerella smegmatos                                 | (Pass.) Johanson ex Oudem.               | 1897           |
| Mycosphaerella smilacifolii                              | Bat. & Peres                             | 1966           |
| Mycosphaerella smilacina                                 | (Ellis & Everh.) Tomilin                 | 1967           |
| Mycosphaerella sodiroana                                 | Petr.                                    | 1950           |
| Mycosphaerella sojae                                     | Hori                                     | 1925           |
| Mycosphaerella solidaginis                               | Jacz.                                    | 1917           |
| Mycosphaerella sophorae                                  | (G. Winter) Tomilin                      | 1979           |
| Mycosphaerella sordidula                                 | (Speg.) Tomilin                          | 1968           |
| Mycosphaerella spegazzinii                               | Tomilin                                  | 1979           |
| Mycosphaerella spetsbergensis                            | L. Holm & K. Holm                        | 1996           |
| Mycosphaerella sphaerelloides                            | (Sacc. & P. Syd.) Petr.                  | 1924           |
| Mycosphaerella sphaerellula                              | (Peck) M.E. Barr                         | 1972           |
| Mycosphaerella sphaerosperma                             | (Rostr.) Herter                          | 1933           |
| Mycosphaerella sphaerulinae                              | Crous & M.J. Wingf.                      | 2003           |
| Mycosphaerella spigeliae                                 | R.B. Medeiros & Nascim.                  | 1964           |
| Mycosphaerella spinarum                                  | (Auersw.) Mig.                           | 1912           |
| Mycosphaerella spinicola                                 | (Pass.) Tomilin                          | 1970           |
| Mycosphaerella spiraeae                                  | Woron.                                   | 1927           |
| Mycosphaerella spissa                                    | Syd.                                     | 1924           |
| Mycosphaerella spleniata                                 | (Cooke & Peck) House                     | 1921           |
| Mycosphaerella staphyleae                                | Miura                                    | 1928           |
| Mycosphaerella staphylina                                | (Ellis & Everh.) J.H. Mill.              | 1941           |
| Mycosphaerella stellarinearum                            | (Rabenh.) Johanson                       | 1885           |
| Mycosphaerella stemmatea                                 | (Fr.) Romell                             | 1890           |
| Mycosphaerella stevensii                                 | Tomilin                                  | 1968           |
| Mycosphaerella stigmaphyllonis                           | Rangel                                   | 1917           |
| Mycosphaerella stigmina-platani                          | F.A. Wolf                                | 1938           |
| Mycosphaerella stipicola                                 | Tomilin                                  | 1966           |
| Mycosphaerella stipina                                   | Petr.                                    | 1931           |
| Mycosphaerella striatiformans                            | Cobb                                     | 1906           |
| Mycosphaerella stromatica                                | (Rehm) Arx                               | 1962           |
| Mycosphaerella stromatosa                                | Joanne E. Taylor & Crous                 | 2000           |
| Mycosphaerella strychnotis                               | S.M. Lin & P.K. Chi                      | 1994           |
| Mycosphaerella suaedae-australis                         | Hansf.                                   | 1954           |
| Mycosphaerella subantarctica                             | (Speg.) E.K. Cash                        | 1972           |
| Mycosphaerella subastoma                                 | F. Stevens & Dalbey                      | 1918           |
| Mycosphaerella subcongregata                             | (Ellis & Everh.) Tomilin                 | 1967           |
| Mycosphaerella subgregaria                               | Petr.                                    | 1927           |
| Mycosphaerella sublibera                                 | Petr.                                    | 1950           |
| Mycosphaerella subnivalis                                | (Rehm) Lindau                            | 1903           |
| Mycosphaerella subostiolica                              | (Aggéry) M. Morelet                      | 1968           |
| Mycosphaerella subradians                                | (Fr.) J. Schröt.                         | 1894           |
| Mycosphaerella subsequens                                | Munk                                     | 1958           |
| Mycosphaerella succedanea                                | (Pass.) Tomilin                          | 1970           |
| Mycosphaerella sumacis                                   | (Madej) M. Morelet                       | 1970           |
| Mycosphaerella superflua (Brandnetelpuntkogeltje)        | (Fuckel) Petr.                           | 1940           |
| Mycosphaerella suttonii                                  | Crous & M.J. Wingf.                      | 1997           |
| Mycosphaerella swartii                                   | R.F. Park & Keane                        | 1984           |
| Mycosphaerella sydowii                                   | Tomilin                                  | 1974           |
| Mycosphaerella symphyostemonis                           | (Speg.) E.K. Cash                        | 1972           |
| Mycosphaerella syringae                                  | Bondartsev                               | 1921           |
| Mycosphaerella syringicola                               | (G.H. Otth) Lindau                       | 1903           |
| Mycosphaerella syzygii                                   | Crous                                    | 1999           |
| Mycosphaerella tabaci                                    | (Maubl.) Miles                           | 1917           |
| Mycosphaerella tabebuiae                                 | Miles                                    | 1917           |
| Mycosphaerella tabifica                                  | (Prill. & Delacr.) Lind                  | 1913           |
| Mycosphaerella tabularis                                 | Syd.                                     | 1928           |
| Mycosphaerella taediosa                                  | (Pass.) Cruchet                          | 1923           |
| Mycosphaerella taeniographa                              | Petr.                                    | 1940           |
| Mycosphaerella taeniographoides                          | Petr.                                    | 1947           |
| Mycosphaerella tajmyrensis                               | Tomilin                                  | 1972           |
| Mycosphaerella tamarindi                                 | Henn.                                    | 1903           |
| Mycosphaerella taraxaci                                  | (P. Karst.) Lind                         | 1924           |
| Mycosphaerella tardiva                                   | Syd. & P. Syd.                           | 1916           |
| Mycosphaerella tasmaniensis                              | Crous & M.J. Wingf.                      | 1998           |
| Mycosphaerella tassiana (Kruidenpuntkogeltje)            | (De Not.) Johanson                       | 1884           |
| Mycosphaerella tatarica                                  | Miura                                    | 1928           |
| Mycosphaerella tecomae                                   | F.A. Wolf                                | 1943           |
| Mycosphaerella telopeae                                  | M.E. Palm & Crous                        | 1998           |
| Mycosphaerella terebinthi                                | (Pass.) Jacz.                            | 1910           |
| Mycosphaerella ternstroemiae                             | Petr. & Cif.                             | 1932           |
| Mycosphaerella tetroncii                                 | (Speg.) E.K. Cash                        | 1972           |
| Mycosphaerella teucrii                                   | (Unamuno) M. Morelet                     | 1968           |
| Mycosphaerella thais                                     | (Sacc.) Negru & Benec                    | 1965           |
| Mycosphaerella thalictrina                               | Petr.                                    | 1928           |
| Mycosphaerella thaspiicola                               | H.C. Greene                              | 1958           |
| Mycosphaerella theae                                     | Hara                                     | 1919           |
| Mycosphaerella thelypteridis                             | Syd.                                     | 1921           |
| Mycosphaerella theobromae                                | (Faber) Tomilin                          | 1970           |
| Mycosphaerella theodulina                                | (Unamuno) Tomilin                        | 1967           |
| Mycosphaerella thermopsidis                              | Kalymb.                                  | 1961           |
| Mycosphaerella thesii                                    | (J. Schröt.) Tomilin                     | 1968           |
| Mycosphaerella thironi                                   | A.L. Guyot                               | 1946           |
| Mycosphaerella thujae                                    | Petr.                                    | 1922           |
| Mycosphaerella thujopsidis                               | Sawada                                   | 1950           |
| Mycosphaerella thysselini                                | (Kirschst.) Tomilin                      | 1979           |
| Mycosphaerella tilakii                                   | Tomilin                                  | 1979           |
| Mycosphaerella tiliae                                    | Naumov                                   | 1913           |
| Mycosphaerella tingens                                   | (Niessl) Lindau                          | 1903           |
| Mycosphaerella tinosporae                                | Ajrekar                                  | 1938           |
| Mycosphaerella tirolensis                                | (Auersw.) Magnus                         | 1905           |
| Mycosphaerella tithymali                                 | (Pass.) Tomilin                          | 1970           |
| Mycosphaerella tocoyenae                                 | Bat. & Peres                             | 1960           |
| Mycosphaerella togashiana                                | S. Ito & Tak. Kobay.                     | 1953           |
| Mycosphaerella togniniana                                | (Traverso) Tomilin                       | 1970           |
| Mycosphaerella tokoroi                                   | Hara                                     | 1918           |
| Mycosphaerella tomilinii                                 | T.M. Achundov                            | 1971           |
| Mycosphaerella topographica                              | (Sacc. & Speg.) Vestergr.                | 1897           |
| Mycosphaerella tormentillae                              | (Sacc.) Tomilin                          | 1979           |
| Mycosphaerella tournefortiae                             | Petr. & Cif.                             | 1930           |
| Mycosphaerella trachycarpi                               | Rehm                                     | 1913           |
| Mycosphaerella tragopogonicola                           | Petr.                                    | 1928           |
| Mycosphaerella tremulicola                               | (DC.) Petr.                              | 1940           |
| Mycosphaerella tremulina                                 | (Mouton) Lindau                          | 1903           |
| Mycosphaerella trifolii                                  | (P. Karst.) Jacz.                        | 1916           |
| Mycosphaerella triseti                                   | (Speg.) Tomilin                          | 1967           |
| Mycosphaerella tristaniae                                | Wakef.                                   | 1922           |
| Mycosphaerella tuerckheimii                              | Petr.                                    | 1963           |
| Mycosphaerella tulipiferae                               | (Schwein.) B.B. Higgins                  | 1936           |
| Mycosphaerella tungurahuana                              | Petr.                                    | 1950           |
| Mycosphaerella tupae                                     | (Speg.) Tomilin                          | 1971           |
| Mycosphaerella tussilaginis                              | (Rehm ex G. Winter) Lindau               | 1903           |
| Mycosphaerella typhae (Lisdoddepuntkogeltje)             | J. Schröt.                               | 1894           |
| Mycosphaerella typhina                                   | Ponnappa                                 | 1968           |
| Mycosphaerella ulmariae                                  | Kirschst.                                | 1936           |
| Mycosphaerella ulmi                                      | Kleb.                                    | 1902           |
| Mycosphaerella ulmifolia                                 | (Pass.) Tomilin                          | 1968           |
| Mycosphaerella unedinis                                  | Jaap                                     | 1916           |
| Mycosphaerella ungnadiae                                 | Siemaszko                                | 1919           |
| Mycosphaerella urticae-dioicae                           | Tomilin                                  | 1973           |
| Mycosphaerella ushuvaiensis                              | (Speg.) Tomilin                          | 1971           |
| Mycosphaerella uspenskajae                               | Mashkina & Tomilin                       | 1986           |
| Mycosphaerella usteriana                                 | (Speg.) Hara                             | 1918           |
| Mycosphaerella vaccinii                                  | (Cooke) J. Schröt.                       | 1894           |
| Mycosphaerella vacciniicola                              | Ade                                      | 1929           |
| Mycosphaerella vagabunda                                 | (Desm.) Mig.                             | 1912           |
| Mycosphaerella vagans                                    | (Ellis & Everh.) Tomilin                 | 1971           |
| Mycosphaerella valeppensis                               | Rehm                                     | 1906           |
| Mycosphaerella valida                                    | Syd.                                     | 1936           |
| Mycosphaerella variabilis                                | Kill.                                    | 1926           |
| Mycosphaerella venezuelensis                             | J.H. Mill. & Burton                      | 1943           |
| Mycosphaerella veratri                                   | Höhn.                                    | 1914           |
| Mycosphaerella veratri-lobeliani                         | Fakirova & Denchev                       | 2003           |
| Mycosphaerella verbenae                                  | (Unamuno) M. Morelet                     | 1968           |
| Mycosphaerella verecunda                                 | Syd.                                     | 1939           |
| Mycosphaerella vernoniae                                 | (Petch) E.K. Cash                        | 1972           |
| Mycosphaerella vesicaria                                 | (Pass.) Tomilin                          | 1979           |
| Mycosphaerella vesicariae-arcticae                       | (Henn.) Tomilin                          | 1979           |
| Mycosphaerella vexans                                    | (Massee) Tomilin                         | 1970           |
| Mycosphaerella viburni                                   | (Fuckel) J. Schröt.                      | 1894           |
| Mycosphaerella viburnicola                               | (Speg.) Tomilin                          | 1971           |
| Mycosphaerella viciae                                    | (J. Schröt.) Cruchet                     | 1923           |
| Mycosphaerella viciarum                                  | Petr.                                    | 1934           |
| Mycosphaerella viegasii                                  | M. Morelet                               | 1968           |
| Mycosphaerella vindobonensis                             | Petr.                                    | 1955           |
| Mycosphaerella violae                                    | Potebnia                                 | 1910           |
| Mycosphaerella virgaureae                                | Willi Krieg.                             | 1911           |
| Mycosphaerella vitalbae                                  | (Pass.) Petr.                            | 1947           |
| Mycosphaerella vitalbina                                 | (Pass.) Petr.                            | 1925           |
| Mycosphaerella vitensis                                  | (Unamuno) Tomilin                        | 1967           |
| Mycosphaerella viticis                                   | Hara                                     | 1931           |
| Mycosphaerella viticola                                  | (Hollós) Tomilin                         | 1970           |
| Mycosphaerella vitis-viniferae                           | Tomilin                                  | 1979           |
| Mycosphaerella vivipari                                  | (G. Winter) Lind                         | 1928           |
| Mycosphaerella vogelii                                   | (P. Syd.) Tomilin                        | 1970           |
| Mycosphaerella volkartiana                               | Petr.                                    | 1992           |
| Mycosphaerella vulnerariae                               | (Fuckel) Lindau                          | 1903           |
| Mycosphaerella wagnerae                                  | Earle                                    | 1905           |
| Mycosphaerella waimeana                                  | Crous, Joanne E. Taylor & M.E. Palm      | 2001           |
| Mycosphaerella wakkeri                                   | (Sacc. & P. Syd.) Tomilin                | 1967           |
| Mycosphaerella walkeri                                   | R.F. Park & Keane                        | 1984           |
| Mycosphaerella washingtoniae                             | Rehm                                     | 1911           |
| Mycosphaerella websteri                                  | Wiehe                                    | 1953           |
| Mycosphaerella weigelae                                  | Fairm.                                   | 1910           |
| Mycosphaerella wichuriana                                | (J. Schröt.) Johanson                    | 1884           |
| Mycosphaerella winteri                                   | (Pass.) Tomilin                          | 1968           |
| Mycosphaerella wisteriae                                 | (Cooke) Tomilin                          | 1979           |
| Mycosphaerella wladiwostokensis                          | Petr.                                    | 1934           |
| Mycosphaerella wollemiae                                 | Sivan. & R.G. Shivas                     | 2002           |
| Mycosphaerella woronowii                                 | Jacz.                                    | 1910           |
| Mycosphaerella xerophylli                                | Syd.                                     | 1922           |
| Mycosphaerella xylomeli                                  | Sivan. & R.G. Shivas                     | 2002           |
| Mycosphaerella yaku-insularia                            | Tak. Kobay.                              | 1977           |
| Mycosphaerella yanagawaensis                             | Togashi                                  | 1936           |
| Mycosphaerella yuccae                                    | (Ellis & Everh.) Tomilin                 | 1967           |
| Mycosphaerella yuccina                                   | Woron.                                   | 1913           |
| Mycosphaerella zeae                                      | (Sacc.) Kirchn.                          | 1923           |
| Mycosphaerella zeicola                                   | G.L. Stout                               | 1930           |
| Mycosphaerella zeina                                     | Saccas                                   | 1951           |
| Mycosphaerella zelkovae                                  | Syd., P. Syd. & Hara                     | 1913           |
| Mycosphaerella zilingii                                  | Petr.                                    | 1928           |
| Mycosphaerella zingiberis                                | Shirai & Hara                            | 1911           |
| Mycosphaerella zizaniicola                               | (Speg.) Tomilin                          | 1967           |
| Mycosphaerella ziziphicola                               | Petr.                                    | 1928           |